# Dynamo Dresden
Die Sportgemeinschaft Dynamo Dresden e. V., kurz Dynamo Dresden, ist ein Fußballverein aus der sächsischen Landeshauptstadt Dresden.
Der Verein wurde am 12. April 1953 in der Schauburg gegründet und zählt mit 34.146 Mitgliedern (Stand: 30. Juni 2025) zu den 25 mitgliederstärksten Sportvereinen Deutschlands. Spielstätte ist das Rudolf-Harbig-Stadion am Großen Garten.
Dynamo Dresden ist mit 98 Europapokalspielen einer der erfolgreichsten und populärsten Vereine in der Geschichte des DDR-Fußballs. Er wurde in der DDR-Oberliga achtmal Meister und gewann siebenmal den FDGB-Pokal. Nach der Deutschen Wiedervereinigung spielte Dynamo von 1991 bis 1995 in der Fußball-Bundesliga. Im Jahr 1995 wurde der Verein wegen einer bisher einmaligen Lizenzverweigerung eines Erstligisten auf Grund fehlender Liquidität in Höhe von 10 Millionen Mark durch Missmanagement des damaligen Club-Präsidenten und nachgewiesenen Betrügers Rolf-Jürgen Otto in die Regionalliga zurückgestuft, kurzzeitig stieg er sogar in die vierte Liga ab. Derzeit spielen die „Schwarz-Gelben“ in der 3. Liga und steigen zur Saison 2025/26 in die 2. Fußball-Bundesliga auf.
Die bekanntesten Spieler des Vereins sind der 100-fache DDR-Nationalspieler Hans-Jürgen Dörner, Europameister und Europas Fußballer des Jahres 1996 Matthias Sammer sowie der DFB-Pokalsieger und mehrfache Torschützenkönig der 1. Bundesliga Ulf Kirsten.

## Geschichte

### SG Polizei / SV Deutsche Volkspolizei Dresden

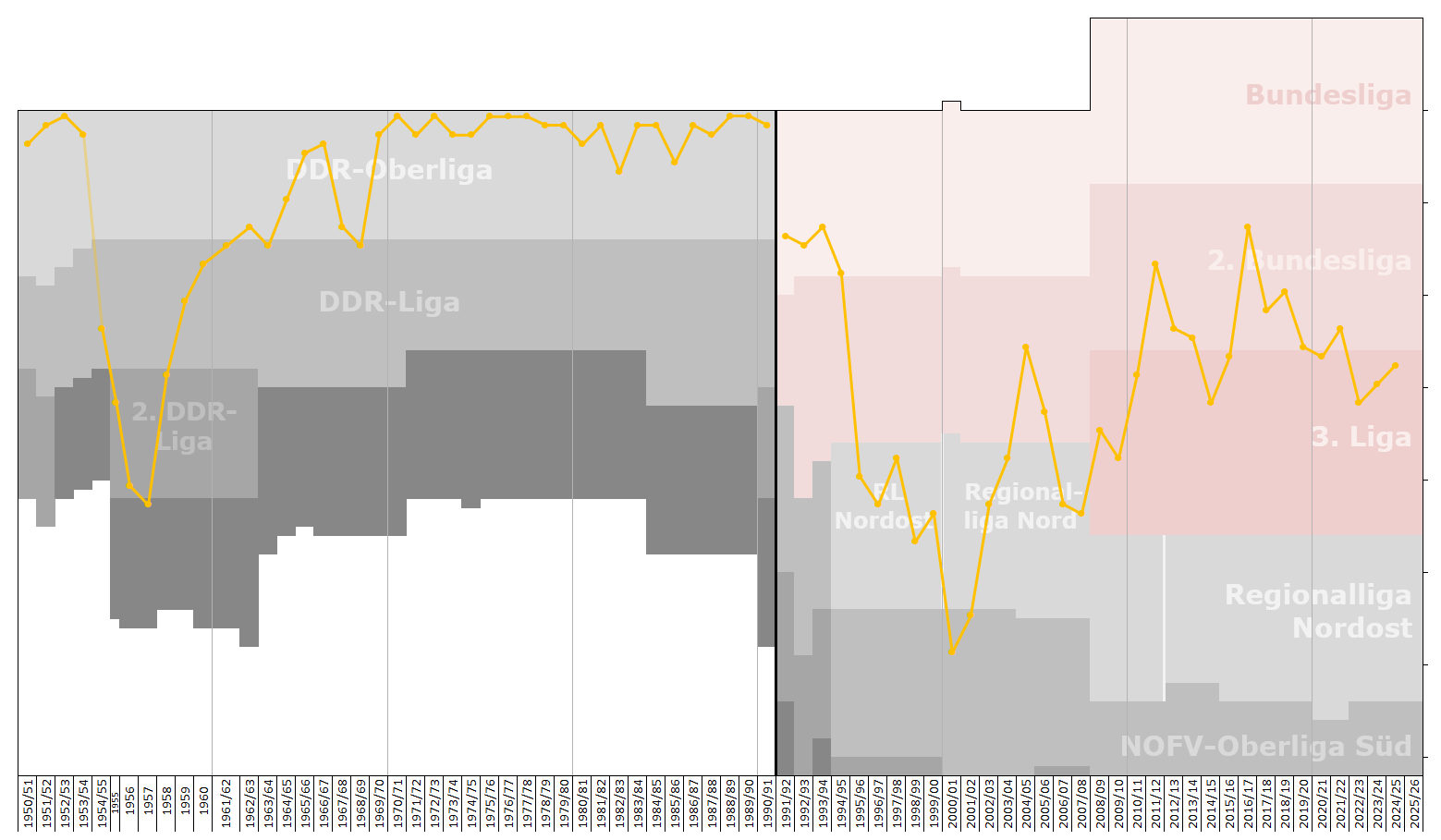
Historische Tabellenplatzierungen von Dynamo Dresden im Fußball-Ligasystem der DDR und in Deutschland

Am 1. Oktober 1948 wurde die SG Polizei Dresden offiziell gegründet, wie weitere Polizeisportvereine in anderen ostdeutschen Städten in dieser Zeit auch. Sie bestand aber wahrscheinlich schon ab 1946. Sie spielte zunächst in der untersten 1. Kreisklasse Dresden (5. Liga) in den Saisons 1948/49 und 1949/50. Im Juni 1950 wurde vom Deutschen Sportausschuß entschieden, dass die SG Polizei Dresden ab der nächsten Saison 1950/51 in der Oberliga, der höchsten Spielklasse der DDR spielen sollte. Sie sollte den Platz der SG Friedrichstadt einnehmen,  die nach einer fragwürdigen Niederlage im letzten entscheidenden Spiel um die DDR-Fußballmeisterschaft von der Sportleitung aufgelöst worden war, woraufhin die meisten ihrer ehemaligen Spieler in den Westen gingen.
(Die SG Polizei Dresden hatte zufälligerweise beim Vorspiel zu diesem letzten Meisterschaftsspiel am 16. April 1950 gegen Volkspolizei Plauen gespielt). Am 20. Juni wurde sie in SV Deutsche Volkspolizei Dresden umbenannt.
Der Chef der Deutschen Volkspolizei Kurt Fischer ordnete an, die besten Fußballer der VP-Fußballvereine im mittlerweile erstklassigen SV Deutsche Volkspolizei Dresden zu konzentrieren.  Dazu wurden seit dem 28. Juli die 40 leistungsstärksten Spieler aus anderen VP-Fußballvereinen in Forst vier Wochen lang getestet.
Es wurden 17 Spieler aus 11 verschiedenen Städten ausgewählt und nach Dresden delegiert, darunter vier wichtige Leistungsträger aus der SV Deutsche Volkspolizei Potsdam. In ihrer ersten Saison spielte die SV Deutsche Volkspolizei Dresden in folgender Stammbesetzung:
Heinz Klemm (vorher SG DVP Leipzig) – Herbert Schoen (vorher SG DVP Potsdam), Manfred Michael (vorher SG DVP Potsdam) – Horst Beulig, Günter Usemann (vorher SG DVP Altenburg), Kurt Zernecke – Kurt Fischer, Otto Blochmann, Günter Schröter (vorher SG DVP Potsdam), Rudolf Möbius (vorher SG DVP Meißen), Johannes Matzen (vorher SG DVP Potsdam).
Außerdem waren  Karl-Heinz Holze (SG Volkspolizei Schwerin), Horst Kiesewetter, Herbert Maschke (SG Volkspolizei Dresden) ausgewählt worden.
Mit dem vierten Tabellenplatz 1951 und dem zweiten Platz 1952 konnte sich die Dresdner Elf auf Anhieb als Spitzenmannschaft etablieren und 1952 sogar den FDGB-Pokal gewinnen.

### Erste Jahre als SG Dynamo Dresden
Am 12. April 1953, wenige Tage nach der Gründung der zentralen Sportvereinigung Dynamo, wurde die Sportgemeinschaft in einer Gründungsversammlung im Dresdner Filmtheater Schauburg in SG Dynamo Dresden umbenannt. Zugleich wurde sie in die SV Dynamo, die Sportorganisation der inneren Sicherheitsorgane der DDR (MfS, Volkspolizei, Zoll), eingegliedert. Der 12. April 1953 gilt seither als offizielles Gründungsdatum der SG Dynamo Dresden. Im gleichen Jahr gewann Dynamo seine erste DDR-Fußballmeisterschaft durch ein 3:2 n. V. gegen die BSG Wismut Aue.
Im November 1954 wurde die Mannschaft von Dynamo Dresden komplett nach Berlin delegiert, um dort unter dem Namen SC Dynamo Berlin eine konkurrenzfähige Mannschaft aufzustellen. Die Dresdner SG Dynamo wurde am 1. Januar 1955 für die zuvor aufgelöste Fußballabteilung des SC DHfK Leipzig in die sogenannte I. Liga, die zweithöchste Spielklasse der DDR, eingestuft, musste aber am Saisonende in die neu geschaffene II. DDR-Liga absteigen. Nach nur zwei Spielzeiten konnte auch hier die Klasse nicht gehalten werden; 1957 spielte der Verein nur noch in der viertklassigen Bezirksliga, womit diese Saison den sportlichen Tiefpunkt markierte. Darauf folgten der direkte Wiederaufstieg und ein Jahr später die Rückkehr in die DDR-Liga. Als Erster der Saison 1961/62 stieg die SGD wieder in die Oberliga auf, musste aber bereits 1963 wieder absteigen. Dem direkten Wiederaufstieg 1964 folgte 1968 der erneute Sturz in die Zweitklassigkeit. Nach der erneuten direkten Rückkehr 1969 konnte sich Dynamo Dresden in der Oberliga etablieren und blieb dort bis zu deren Auflösung 1991.
Dynamo Dresden wurde mit der Entscheidung des DTSB-Bezirksvorstandes am 5. August 1968 zum Leistungszentrum im Bezirk Dresden erklärt. Dies bedeutete, dass der Verein die Suche nach Spielern in der gesamten Region fortsetzen konnte.

### 1970er Jahre

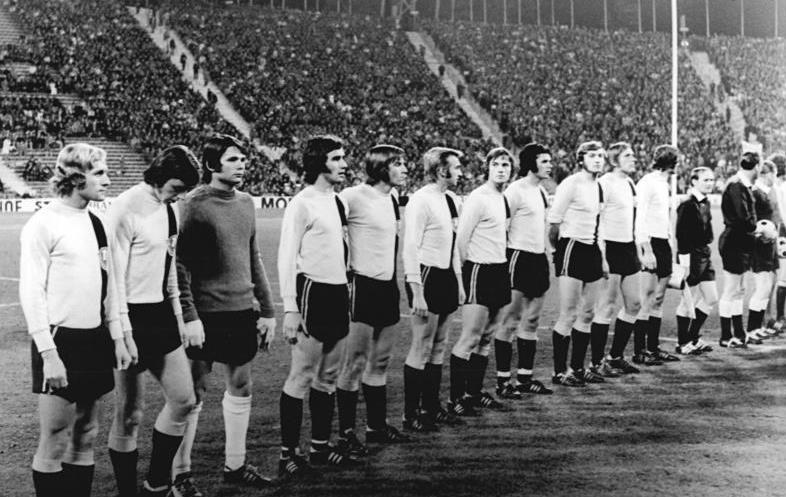
Dynamo Dresden vor dem Europapokalspiel beim FC Bayern München am 24. Oktober 1973

Den Trainerposten bei Dynamo hatte im Juni 1969 Walter Fritzsch übernommen. Der berühmte Dresdner Kreisel kam in Schwung. Damit begann die bis heute glanzvollste Ära der Vereinsgeschichte, in deren Verlauf Dynamo Dresden neben dem 1. FC Magdeburg zur dominierenden Mannschaft im DDR-Vereinsfußball aufstieg. Dabei gelang Dynamo in den Spielzeiten 1969/70 bis 1979/80 trotz der Konkurrenz durch die anderen, ähnlich stark geförderten DDR-Fußballclubs elfmal in Folge ein Platz unter den besten drei Mannschaften der Tabelle, was zur Teilnahme am Europapokal-Wettbewerb berechtigte.

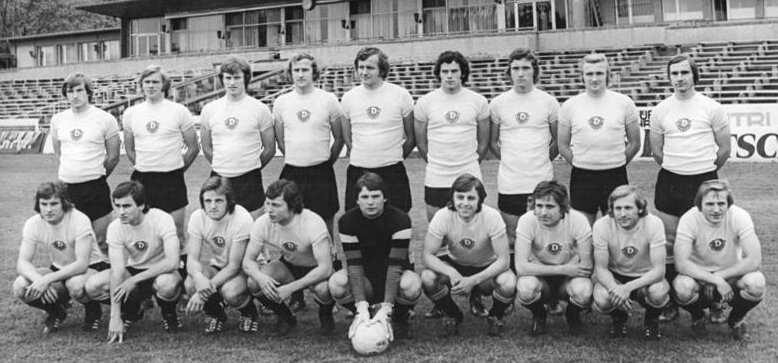
Die Meistermannschaft von 1976

In der Saison 1970/71 erreichte Dynamo nach 1953 souverän seine zweite Meisterschaft, wenige Wochen später gewann es ebenfalls zum zweiten Mal das Pokalfinale und erreichte somit das erste Double der Geschichte des DDR-Fußballs. Weitere Meistertitel folgten 1973 (Wahl zur DDR-Mannschaft des Jahres) sowie in den drei aufeinander folgenden Spielzeiten 1976, 1977 und 1978. Im Jahr 1977 gewannen die Dresdner neben der Meisterschaft wiederum den Pokalwettbewerb. Darüber hinaus standen sie 1975 im Pokalfinale, verloren dort allerdings gegen die BSG Sachsenring Zwickau im Elfmeterschießen, wobei der Zwickauer Torhüter Jürgen Croy das entscheidende Tor selbst schoss.
Der deutsche Sporthistoriker Hanns Leske hat die Dynamo Dresden als drittprivilegiertesten Fußballclub bzw. Sportgemeinschaft im DDR-Fußball eingestuft. Am 5. August 1968 wurde Dynamo Dresden vom Bezirksvorstand des DTSB zum Bezirksleistungszentrum des Bezirks Dresden erklärt. Damit konnte die Sportgemeinschaft auf die besten Spieler des gesamten Bezirks zurückgreifen. Der Bezirk Dresden war einer der bevölkerungsreichsten Bezirke der DDR. SG Dynamo Dresden und BFC Dynamo waren beide ausgewiesene Leistungsschwerpunkte Fußball des SV Dynamo. Zum Einzugsgebiet der Dynamo Dresden gehörten auch Trainingszentren (TZ) und Sportgemeinschaften des SV Dynamo. Der SV Dynamo betrieb Trainingszentren (TZ) in ganz DDR. Die Trainingszentren wurden je nach Einzugsgebiet entweder der Dynamo Dresden oder dem BFC Dynamo zugeordnet. Der deutsche Sportjournalist Horst Friedemann behauptet, dass die SV Dynamo-Sportgemeinschaften Eisleben und Halle/Neustadt zum Einzugsgebiet der Dynamo Dresden gehörten. Sie befanden sich unterhalb der „Südlinie“, wo Dynamo Dresden Zugriff hatte. Insgesamt hatte die Dynamo Dresden 35 „Partnervereine“, darunter auch Trainingszentren (TZ). Ihre Aufgabe bestand hauptsächlich darin, die besten Spieler zu scouten und sie dann nach Dresden zu schicken.
Im Europapokal erreichte Dresden in den 1970er Jahren viermal das Viertelfinale und warf dabei unter anderem Benfica Lissabon, Atlético Madrid, den FC Porto und Juventus Turin aus dem Wettbewerb.
Gegen den FC Bayern München fand im Herbst 1973 das wohl berühmteste Duell in der EC-Historie von Dynamo Dresden statt. In zwei hochklassigen Spielen, die überhaupt das erste Aufeinandertreffen zweier Mannschaften aus der DDR und der Bundesrepublik im Europapokal-Wettbewerb markierten, setzte sich letztlich das westdeutsche Star-Ensemble äußerst knapp mit 4:3 und 3:3 durch.

### 1980er Jahre

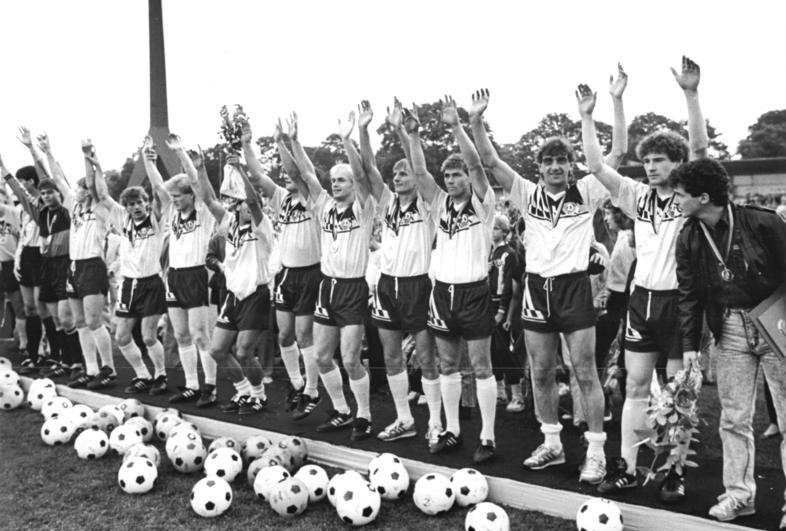
Die Meistermannschaft von 1989

Nach der Saison 1977/78 wurde Erfolgstrainer Fritzsch verabschiedet und Gerhard Prautzsch übernahm dessen Amt. In der Oberliga begann anschließend die zehnjährige Dominanz des Konkurrenten BFC Dynamo aus Berlin. Dynamo Dresden hielt sich mit den Pokalgewinnen 1982, 1984 und 1985 – jeweils mit Finalsiegen über den BFC – schadlos.
Dynamo Dresden war eine Diensteinheit der Volkspolizei. Die Spieler von Dynamo Dresden hatten den Rang eines Volkspolizisten, nach dem sie bezahlt wurden. Eduard Geyer z. B. war Major der Volkspolizei. Die Spieler trugen Uniformen und sogar einen Stahlhelm. Allerdings hatten die Spieler normale Berufs- bzw. Studienabschlüsse und waren nicht in den Sicherheitsorganen tätig. Viele Politiker und Funktionäre in der DDR interessierten sich intensiv für den Fußball und nutzten ihre Kontakte und Ressourcen, um für ihre Lieblingsmannschaft zu werben und das Ansehen ihres Bezirks oder ihrer Organisation zu steigern. Laut Spieler Hans-Jürgen Dörner wurde Dynamo Dresden von drei Politikern unterstützt, die dem Verein halfen, eine Spitzenmannschaft zu bleiben. Einer von ihnen war Hans Modrow, langjähriger SED-Erster Sekretär der Bezirksleitung im Bezirk Dresden. Ein anderer war Manfred Scheler, Vorsitzender des Rates des Bezirkes Dresden. Scheler war ein begeisterter Fan von Dynamo Dresden, der seine Kontakte aktiv nutzte, um Spielern knappe Güter und Dienstleistungen, wie ein Auto, eine Wohnung oder einen Klempner zur Verfügung zu stellen. Ein Dritter war Generalleutnant Willi Nyffenegger, langjähriger Chef der Bezirksbehörde der Deutschen Volkspolizei (BDVP) Dresden. Dynamo Dresden wurde auch von Stasi-Generalmajor Horst Böhm, Leiter der Bezirksverwaltung Dresden der Stasi, unterstützt. Böhm beteiligte sich an der Ernennung und Entlassung von Trainern und Spielerverträgen. Böhm war Fördermitglied von Dynamo Dresden. Ein weiterer begeisterter Unterstützer von Dynamo Dresden war der langjährige Zweite Sekretär der SED-Bezirksleitung Dresden, Lothar Stammnitz.
In der Saison 1980/81 wurden die drei Stammspieler Peter Kotte, Matthias Müller und Gerd Weber vom Verein fristlos entlassen. Der Grund hierfür war die Absicht Webers, sich in die Bundesrepublik abzusetzen – angeblich bestand schon Kontakt zum 1. FC Köln. Weber sollte im April 1981 ein Testspiel der DDR-Auswahl im italienischen Udine zur Flucht nutzen, während seine Freundin über Ungarn ausgeschleust werden sollte. Seine beiden Mannschaftskameraden Kotte und Müller wussten von diesen Fluchtplänen, was schließlich allen dreien zum Verhängnis wurde. Während Kotte und Müller vom DDR-Fußballverband DFV lebenslang für die Oberliga und die zweitklassige DDR-Liga gesperrt und wegen „Mitwisserschaft“ nur noch in unterklassigen Vereinen spielen durften, wurde Weber als „Rädelsführer“ aus dem Deutschen Turn- und Sportbund der DDR ausgeschlossen und von seinem Sportstudium exmatrikuliert. Am 4. Mai 1981 verurteilte ihn das Bezirksgericht Dresden unter Ausschluss der Öffentlichkeit zu zwei Jahren und drei Monaten Freiheitsentzug, von denen er zwölf Monate verbüßte. Damit gingen Dynamo und der DDR-Nationalelf wichtige Leistungsträger verloren.
Der damalige SED-Bezirkschef in Dresden, Hans Modrow, erklärte hierzu, dass die Urteile „angesichts ganz anderer Konsequenzen in ähnlichen Zusammenhängen der Abwerbung von DDR-Bürgern insgesamt wohl zurückhaltend“ gefällt wurden, zumal die drei Personen Angehörige der Bewaffneten Organe der DDR mit Dienstgrad gewesen wären. Webers Dresdner Fluchthelfer – ein Techniker, ein Bauingenieur und eine Kellnerin – erhielten noch härtere Strafen.
Im Europapokal scheiterte Dynamo Dresden sechsmal im Viertelfinale, darunter im März 1985 gegen SK Rapid Wien (einem 3:0-Hinspielsieg folgte im Rückspiel ein 0:5) und ein Jahr später gegen Bayer 05 Uerdingen mit dem sogenannten „Wunder von der Grotenburg“. Nach einem 2:0-Heimerfolg und einer 3:1-Führung zur Halbzeit des Rückspiels am 19. März 1986 blieb Stammtorhüter Bernd Jakubowski nach einem Zusammenprall mit Wolfgang Funkel mit einem Schulterbruch in der Kabine und Neuling Jens Ramme musste sechs Gegentore zum 3:7-Endstand hinnehmen. Nach diesem Spiel blieb außerdem der Dynamo-Spieler Frank Lippmann im Westen. Zudem waren unter den Dynamo-Fans auch geflüchtete DDR-Bürger, die medienwirksam im TV gezeigt wurden. Das DDR-Fernsehen zeigte deshalb mehrfach Standbilder, um diesen politisch unangenehmen Vorfall zu vertuschen.
Unter dem seit 1986 amtierenden Trainer Eduard Geyer, der als Spieler in den 1970er Jahren große Erfolge mit Dynamo Dresden gefeiert hatte, kehrte schließlich 1989 der Glanz alter Tage zurück: Nachdem Dresden nach elf Jahren wieder den Meistertitel errungen hatte, erreichte der Verein im UEFA-Pokal 1988/89 erstmals die Runde der letzten Vier, wo Dynamo dem VfB Stuttgart knapp unterlag. Zuvor wurde u. a. die AS Rom, der damalige Club von Rudi Völler, zweimal mit 2:0 besiegt. Im einmalig ausgetragenen DFV-Supercup unterlag Dynamo Dresden dem BFC Dynamo mit 1:4.

### 1990er Jahre

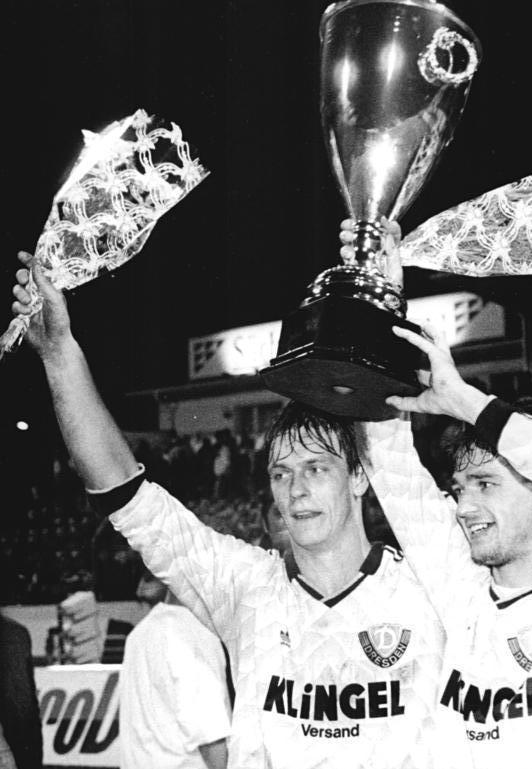
Andreas Wagenhaus und Mario Kern mit dem 1990 gewonnenen Deutschland-Cup

In der Saison 1989/90 verteidigte Dynamo Dresden unter dem neuen Trainer Reinhard Häfner und dessen Assistenten Hartmut Schade, die beide bis Mitte der 1980er Jahre das Dynamo-Trikot getragen hatten, seinen Meistertitel. Mit dem Gewinn des FDGB-Pokals errang der Verein darüber hinaus das dritte Mal in seiner Geschichte das Double. Gleichzeitig bedeuteten die insgesamt achte Meisterschaft und der siebente Pokalsieg die letzten DDR-Titel für den Verein in einer inzwischen radikal veränderten politischen Landschaft.
Nach der Saison 1989/90 verließen den Verein, der sich am 1. Juni 1990 in 1. FC Dynamo Dresden umbenannt hatte, seine besten Spieler, darunter Matthias Sammer und Ulf Kirsten. Zum damaligen Zeitpunkt wurde der inoffizielle Deutschland-Cup zum Teilerfolg. Der Radeberger Hi-Fi-Händler Wolf-Rüdiger Ziegenbalg wurde am 30. Juni 1990 zum ersten Präsidenten gewählt. Die letzte DDR-Oberliga-Saison beendete Dynamo auf dem zweiten Rang und schaffte damit die direkte Qualifikation für die Bundesliga. Das letzte Europacupspiel in Dresden geriet indes zum Fiasko: Das Viertelfinalduell im Pokal der Landesmeister gegen Roter Stern Belgrad wurde nach schweren Krawallen abgebrochen und Dynamo für zwei EC-Qualifikationen gesperrt.
Die ersten beiden Bundesligajahre verbrachte Dynamo Dresden zumeist im Tabellenkeller, konnte den Abstieg aber jeweils verhindern. Im Januar 1993 wurde der hessische Bauunternehmer Rolf-Jürgen Otto zum neuen Präsidenten gewählt. Dieser installierte unter anderem den Spielervermittler Willi Konrad, der bereits zu Zeiten des Bundesliga-Skandals der 1970er Jahre in verantwortlicher Funktion bei Kickers Offenbach tätig gewesen war, als Technischen Direktor. Wegen „Erschleichens der Lizenz“ wurde Dynamo für seine dritte Bundesliga-Spielzeit mit einem Abzug von vier Punkten bestraft. Unter dem Trainer Sigfried Held konnte der Verein in einer mitreißenden Saison dem scheinbar sicheren Abstieg dennoch entgehen. Die Saison 1994/95 war schließlich die vorerst letzte Bundesligasaison für Dynamo Dresden: Im November 1994 ersetzte Horst Hrubesch Sigfried Held auf dem Trainerstuhl, der nach Japan wechselte. Nach nur knapp vier Monaten der Amtszeit Hrubeschs wurde im Februar 1995 Ralf Minge neuer Cheftrainer, der jedoch die sportliche Talfahrt nicht mehr verhindern konnte. Nachdem der DFB dem Verein aufgrund von Schulden in Höhe von zehn Millionen Mark die Lizenz für die Bundesliga und 2. Bundesliga endgültig verweigert hatte, landete Dynamo auch sportlich auf dem letzten Tabellenplatz und musste in die drittklassige Regionalliga Nordost zwangsabsteigen.
Von diesem sportlichen Tiefschlag, dessen primäre Ursachen sicherlich in der finanziellen Misswirtschaft nach der politischen Wende in der DDR zu suchen sind, erholte sich Dynamo Dresden lange nicht vollständig. Nach fünf Jahren in der Regionalliga stieg Dynamo nach deren Neuausrichtung 2000 sogar in die damals viertklassige Oberliga Nordost ab.

### 2000er Jahre

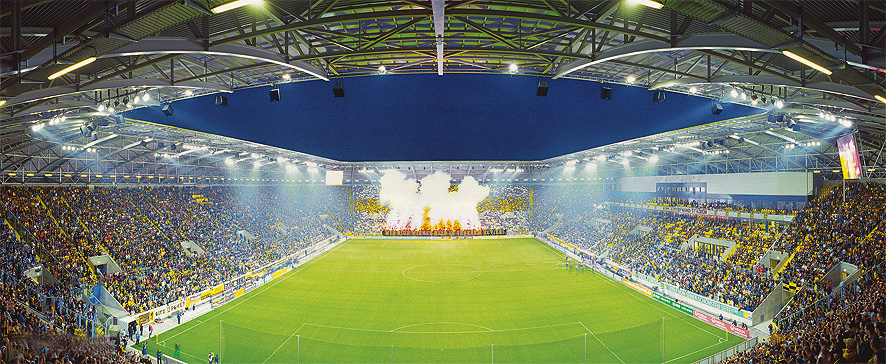
Das Rudolf-Harbig-Stadion zur Neueröffnung am 15. September 2009

Erst 2002 gelang dem Verein, der in den unteren Ligen sämtliche Publikumsrekorde gebrochen hatte, schließlich der Wiederaufstieg in die neue Regionalliga Nord. Grundlage für die „Wiederauferstehung“ der Mannschaft war insbesondere die Verpflichtung des Trainers Christoph Franke im Juli 2001. Im Jahr 2004 gelang dem Verein nach neun Jahren Abstinenz schließlich die Rückkehr in den bezahlten Profifußball. Mit drei Punkten und 13 Toren Vorsprung vor dem Verfolger Wuppertaler SV auf dem zweiten Tabellenplatz liegend, war der Aufstieg in die 2. Bundesliga am vorletzten Spieltag vor 36.000 Zuschauern nahezu perfekt. Am letzten Spieltag (5. Juni 2004) verlor Dresden zwar noch 0:1 vor 12.000 mitgereisten Fans beim KFC Uerdingen 05, dennoch war der Aufstieg geschafft.
Das erste Jahr in der 2. Bundesliga (Saison 2004/05) war erwartungsgemäß vom Kampf gegen den Abstieg geprägt. Nach euphorischem Beginn mit einem 3:1-Sieg im ersten Heimspiel gegen den späteren Erstligaaufsteiger MSV Duisburg standen zum Ende der ersten Halbserie lediglich 18 Punkte zu Buche. Damit drohte der Abstieg; besonders die Auswärtsschwäche war ein gravierendes Problem. Mit dem 20. Spieltag wendete sich die Saison jedoch zum Positiven. Dynamo blieb sechs Spiele in Folge ungeschlagen (16 Punkte). Bereits am 32. Spieltag feierten Spieler und Fans nach einem 1:0-Sieg im Sachsen-Derby gegen den FC Erzgebirge Aue den Klassenerhalt. Mit einem Sieg gegen Rot-Weiß Erfurt (2:1) schloss Dynamo am 34. Spieltag mit dem achten Platz hinter dem FC Erzgebirge Aue ab. Maßgeblichen Anteil an der positiven Entwicklung hatten zur Rückrunde verpflichtete Spieler wie Ansgar Brinkmann.
Die Saison 2005/06 verlief für Dynamo dramatisch. Während man am 4. Spieltag noch einen Sieg unter dem Jubel von ca. 20.000 mitgereisten Dynamo-Fans in der neuen Allianz Arena gegen den TSV 1860 München feierte und damit auf Platz drei der Tabelle aufrückte, folgten zwölf erfolglose Spiele und der erneute Sturz auf die Abstiegsränge. Am 15. Dezember 2005 wurde Trainer Christoph Franke, der zuvor den Verein innerhalb von vier Jahren von der 4. in die 2. Liga geführt hatte, von seinen Aufgaben entbunden. Frankes Nachfolger als Cheftrainer wurde Peter Pacult. Mit zahlreichen Neuzugängen startete Dynamo in die Rückrunde, um das Ziel Klassenerhalt doch noch zu erreichen. Da in der zweiten Saisonhälfte 28 Punkte geholt worden waren, konnte der Verein bis zum letzten Spieltag auf den Erhalt der Klasse hoffen. Letztendlich stieg Dynamo dennoch am 14. Mai 2006 mit 41 Punkten nach einem 3:1-Sieg bei Hansa Rostock aufgrund der ausgebliebenen Schützenhilfe des VfL Bochum in die Regionalliga ab. Genau ein Punkt fehlte zum Klassenerhalt.
In der Regionalliga-Saison 2006/07 war der sofortige Wiederaufstieg das erklärte Ziel, und man holte den Erwartungen entsprechend 13 Punkte aus den ersten sechs Spielen. Nach dem sechsten Spieltag der Saison, einem 2:0-Auswärtssieg beim FC Rot-Weiß Erfurt und dem damit verbundenen Sprung an die Tabellenspitze, verließ Trainer Peter Pacult auf eigenen Wunsch und gegen Zahlung einer fünfstelligen Ablöse überraschend Dynamo Dresden und wechselte zu Rapid Wien. Pacult selbst bat die Fans um Verständnis: „Ich gehe mit einer großen Träne im Auge.“ sagte er. „Jeder, der mich jetzt verurteilt, muss die Umstände kennen“, hörte man von dem Trainer, der bei seiner Vertragsverlängerung im Mai 2006 noch mit „So einen Traditionsverein verlässt man nicht einfach nach einem halben Jahr.“ zitiert wurde. Der neue Trainer Norbert Meier erhielt einen Vertrag bis 2008. Präsident Jochen Rudi trat am 12. Januar 2007 aus persönlichen Gründen zurück und wurde am 26. Januar 2007 von Hauke Haensel, Vorstandsvorsitzender der Volksbank Pirna, in seinem Amt beerbt. Hauptgeschäftsführer Volkmar Köster wurde sechs Monate später entlassen; der Aufsichtsrat begründete seine Entscheidung mit Differenzen über Inhalt und Wege zur Schaffung struktureller Voraussetzungen für die Bundesligatauglichkeit des Vereins. Sein Nachfolger wurde Bernd Maas, der zuletzt bei Alemannia Aachen als Geschäftsführer tätig war.
Vor allem eine eklatante Auswärtsschwäche (nur 13 Punkte auf fremden Plätzen) und der Verlust wichtiger „Big Points“ in letzter Minute (z. B. auswärts gegen die Amateure von Hertha BSC am 13. und von Bayer 04 Leverkusen am vorentscheidenden 35. Spieltag) sorgten dafür, dass Dynamo ein Spiel vor Ablauf der Rückrunde keine Chance mehr auf einen Aufstiegsplatz besaß. Die Mannschaft hatte am vorletzten Spieltag nur ein Unentschieden beim FC St. Pauli geholt, aber einen Sieg benötigt, um die rechnerische Chance auf den Aufstieg am letzten Spieltag aufrechtzuerhalten. Dynamo verlor dann das letzte Spiel der Saison zu Hause gegen die Amateure des Hamburger SV mit 2:4 und belegte am Ende einen enttäuschenden siebten Tabellenplatz. Eine Woche nach Saisonende gewann Dynamo Dresden noch den Sachsenpokal durch einen 2:0-Auswärtssieg im Finalspiel gegen den FC Erzgebirge Aue II.
Erfreulicher verlief hingegen für Fans und Verein die Entscheidung in der seit Jahren offenen Stadionfrage. Am 4. Mai 2007 wurde der Vertrag für den Neubau des Rudolf-Harbig-Stadions unterschrieben – Baubeginn war im November 2007. Die Bauzeit des neuen Stadions betrug zwei Jahre. Die Kosten der 32.066 Zuschauer fassenden Spielstätte werden auf 46 Millionen Euro geschätzt. Das Stadion wurde trotz der Baumaßnahmen weiter für die Heimspiele genutzt und das Spielfeld mit Genehmigung des DFB um vier Meter verkleinert.
Am 1. Juli 2007 wurde der Verein wieder in SG Dynamo Dresden umbenannt, nachdem auf der Mitgliederversammlung im September 2006 ein entsprechender Antrag der Ultras beschlossen worden war.
Die Mannschaft wurde für die Saison 2007/08 so verstärkt, dass sie die Qualifikation für die neue 3. Liga sicher erreichen sollte; um den Aufstieg in die 2. Bundesliga wollte Dynamo zumindest mitspielen. Durch Sponsoren brachte der Verein zusätzliche Mittel auf, um ehemalige Publikumslieblinge und Leistungsträger wie Maik Wagefeld und Marek Penksa zurück nach Dresden zu holen. Trotz der umfangreichen Investitionen misslang der Saisonstart, die SGD gewann nur drei der ersten acht Spiele. Nach einer 1:2-Niederlage bei Kickers Emden am neunten Spieltag und dem Abrutschen auf den elften Tabellenplatz, der die Nichtqualifikation für die eingleisige 3. Liga bedeuten würde, zog der Verein am 24. September 2007 die Konsequenzen, indem er Cheftrainer Norbert Meier entließ. Als Nachfolger wurde einen Tag später Eduard Geyer präsentiert, der Dynamo bereits Ende der 1980er Jahre erfolgreich trainiert hatte. Dynamo verbesserte sich bis zum Ende der Hinrunde auf Platz vier und blieb fünf Spiele hintereinander ungeschlagen. In den Wettbewerb um die Aufstiegsplätze zur zweiten Liga konnte man jedoch nie entscheidend eingreifen, da die Mannschaft zu unkonstant spielte, um in einer ausgeglichenen Liga die Ausrutscher der Mitfavoriten um den Aufstieg zu nutzen. Der weitere Saisonverlauf blieb vom Kampf um den zehnten Platz geprägt, die sichere Qualifikation für die 3. Liga gelang erst im letzten Heimspiel, trotz einer 0:2-Niederlage gegen die Amateure von Werder Bremen. Dynamo beendete die Saison auf dem achten Tabellenplatz – trotz erreichter Qualifikation wurde Cheftrainer Eduard Geyer am 2. Juni 2008 entlassen.
Auf Grund der Einschränkungen durch die Baumaßnahmen für das neue Stadion sollten in der Bauzeit immerhin noch 12.000 Zuschauer die Heimspiele des Traditionsklubs besuchen können. Tatsächlich schrumpfte die Kapazität jedoch während der Bauphase auf knapp 9.000 Besucher, was Dynamo erneut in finanzielle Schwierigkeiten brachte. Die Situation wurde auch wegen der Investitionen in den Kader und Mindereinnahmen bei Sponsoren noch verschärft. Auf einer außerordentlichen Mitgliederversammlung gab die Geschäftsführung im März 2008 bekannt, dass eine von Wirtschaftsprüfern bestätigte Finanzierungslücke in Höhe von 1,2 Millionen Euro bis zum Ende der Saison bestehe. Die Stadt Dresden stellte daraufhin unter Auflagen ein Darlehen zur kurzfristigen Liquiditätsverbesserung in Aussicht, wofür Dynamo eine Satzungsänderung vornehmen musste, die unter anderem ein Mitspracherecht der Stadt und die Einführung eines Kombitickets vorsah. Diese Änderungen wurden am 24. Mai 2008 auf einer außerordentlichen Mitgliederversammlung mit einer Zwei-Drittel-Mehrheit bestätigt. Dynamo blieb damit zunächst der Weg in die Insolvenz erspart. Diskussionen um die städtische Unterstützung durch öffentliche Steuergelder begleiteten dieses Vorgehen, gefordert wurde außerdem eine genaue Prüfung durch den DFB.
Am 11. Juni 2008 wurde der Niederländer Ruud Kaiser als neuer Cheftrainer vorgestellt. Er erhielt einen Zwei-Jahres-Vertrag mit der Option auf eine Verlängerung. Mit einem runderneuerten Kader aus vorwiegend jungen Spielern startete Dynamo in die Premierensaison (2008/09) der neuen 3. Liga. Im Eröffnungsspiel bei Rot-Weiß Erfurt gewann die Mannschaft durch das erste geschossene Tor der neuen 3. Liga – erzielt vom Neuzugang Halil Savran – mit 0:1. Anfang August 2008 wurde die Westtribüne des neuen Stadions fertiggestellt und am 9. August mit einem Spiel gegen den niederländischen Erstligisten Willem II Tilburg eingeweiht.
Am 17. Oktober 2008 wurde der erst ein Jahr zuvor verpflichtete Hauptgeschäftsführer Bernd Maas mit Verweis auf einen Vertrauensverlust entlassen. Ausschlaggebend waren mehrere Privatrechnungen, die Maas gefälscht und beim Verein eingereicht haben soll. Maas selbst bestritt die Vorwürfe und gab zu Protokoll, dass der Verein seiner eigenen Kündigung zuvorgekommen sei. Demnach soll er nach einer wiederholten Morddrohung aus dem Vereinsumfeld dem Aufsichtsrat eine Woche vor seiner Entlassung seinen Rücktritt angekündigt haben. Der Posten des Hauptgeschäftsführers wurde übergangsweise unter dem Geschäftsführer Sport, Ralf Minge, und dem Geschäftsführer Marketing, Markus Hendel, aufgeteilt. Knapp drei Monate nach der Entlassung von Maas einigte sich der Aufsichtsrat von Dynamo Dresden am 15. Januar 2009 auf Stefan Bohne als neuen Hauptgeschäftsführer, einen Unternehmer aus Pirna, der seit Oktober 2008 selbst dem Aufsichtsrat angehörte und einen Vertrag über zwei Jahre erhalten sollte. Am 3. April 2009 gab Ralf Minge seinen Rücktritt als Geschäftsführer Sport bekannt. Als Übergangslösung übernahm Trainer Ruud Kaiser bis zum Saisonende 2008/09 den Posten als Sportdirektor.

### 2010er Jahre
Am 4. Oktober 2009 beurlaubte der Verein Cheftrainer Ruud Kaiser. Sein Nachfolger wurde der bisherige Trainer der zweiten Mannschaft und ehemalige Dynamo-Profi Matthias Maucksch. Trotz des Trainerwechsels belegte Dynamo in der Hinrunde der Saison 2009/10 zeitweise nur den letzten Tabellenplatz. In der Rückrunde stabilisierte sich der Verein jedoch und stieg zwischenzeitlich in das obere Tabellenmittelfeld auf. Die Saison beendete Dynamo Dresden schließlich auf Platz zwölf. Das Ende der Saison wurde von Querelen über die Nachfolge des Hauptgeschäftsführers Stefan Bohne begleitet, dessen Vertrag Ende Juni auslief. Nach dem Rücktritt von Bohne und der Ablehnung des vom Aufsichtsrat favorisierten Rolf Dohmen durch die Stadt Dresden, die aufgrund des 2008 bewilligten Darlehens an den Verein ein Mitspracherecht besitzt, wurde Volker Oppitz als Geschäftsführer eingesetzt.
Zu Beginn der Saison 2010/11 verließen mehrere Leistungsträger den Verein, sodass zunächst der Klassenerhalt als Saisonziel ausgegeben wurde. Nach holprigem Start gelang Trainer Matthias Maucksch jedoch die Mannschaft zu stabilisieren. Zum Schluss der Hinrunde belegte Dynamo schließlich Platz fünf. Am 9. März 2011 stellte der Verein Steffen Menze als neuen Sportdirektor vor und klärte damit diese seit längerem ausstehende Frage. Die Rückrunde war geprägt von einem Auf und Ab. Trotz wiederholter Punktverluste der Konkurrenz konnte Dynamo Dresden lange Zeit nicht entscheidend in den Kampf um die Aufstiegsplätze eingreifen. Der Verein beurlaubte schließlich nach drei Niederlagen in Folge Cheftrainer Matthias Maucksch am 12. April 2011 und präsentierte noch am gleichen Tag Ralf Loose als Nachfolger. Unter dem neuen Trainer holte Dynamo zehn Punkte aus vier Spielen und kletterte zwei Spieltage vor Saisonende erstmals auf den dritten Tabellenplatz, der für die Relegationsspiele zur 2. Bundesliga berechtigte. Das Relegationshinspiel gegen den Tabellensechzehnten der 2. Bundesliga, VfL Osnabrück, wurde am 20. Mai 2011 im ausverkauften Dresdner Stadion ausgetragen und endete mit einem 1:1-Unentschieden. Nachdem die Dresdner Elf im Rückspiel zunächst in Rückstand geraten war, gelang Cristian Fiél in 64. Spielminute der benötigte Auswärtstreffer. Das Spiel ging in die Verlängerung, in der Dani Schahin (94.) und Robert Koch (119. Minute) trafen und damit Dynamo nach fünf Jahren Drittklassigkeit zurück in die 2. Bundesliga schossen. Beflügelt durch den Aufstieg, verzeichnete der Verein im August 2011 erstmals mehr als 10.000 Mitglieder.
Nach dem Aufstieg musste die Dresdner Mannschaft abermals mehrere Abgänge beklagen. Daraufhin wurde der Kader zu Beginn der Saison 2011/12 mit erfahrenen Zweitligaspielern aus dem In- und Ausland verstärkt. Aufgrund der schwierigen finanziellen Situation des Vereins zogen sich die Transferaktivitäten jedoch bis zum Ende der Transferperiode am 31. August 2011 hin. Entsprechend holprig verlief auch der Saisonstart. Nach dem 6. Spieltag hatte Dynamo Dresden lediglich vier Punkte auf dem Konto und stand auf dem 15. Tabellenplatz. Ein erster Achtungserfolg gelang der Mannschaft unterdessen in der ersten Runde des DFB-Pokals 2011/12, als sie sich im heimischen Stadion gegen den damals amtierenden Vizemeister und Champions-League-Teilnehmer Bayer 04 Leverkusen nach einem zwischenzeitlichen 0:3-Rückstand noch mit einem 4:3-Sieg in der Verlängerung durchsetzte. Nach mehreren Vergehen der eigenen Fans schloss das DFB-Sportgericht Dynamo Dresden aufgrund von Krawallen im Zweitrundenspiel des DFB-Pokals beim amtierenden deutschen Meister Borussia Dortmund am 25. Oktober 2011 vom DFB-Pokal 2012/13 aus. In einem Berufungsverfahren im Februar 2012 konnte Dynamo Dresden den Pokalausschluss abwenden. Stattdessen verurteilte der DFB Dynamo Dresden zu einem Geisterspiel gegen den FC Ingolstadt 04, zu einem Auswärtsspiel ohne eigene Fans gegen Eintracht Frankfurt eine Woche später sowie zu einer Geldstrafe von 100.000 Euro. Der verhandelnde Richter sagte zu dem Urteil, dass es „eine deutliche letzte Warnung an den Verein sei“. Als Zeichen der Verbundenheit und um den finanziellen Schaden zu minimieren, initiierten Fans und Verein für das Geisterspiel den Verkauf von sogenannten Geistertickets. Bis zum Anpfiff des Spiels wurden 34.638 Geistertickets verkauft, womit die reale Stadionkapazität von 32.066 übertroffen wurde. Es handelte sich um das „erste ausverkaufte Geisterspiel in der Geschichte“. Das Spiel endete 0:0. Die Mannschaft machte bereits am 31. Spieltag den Klassenerhalt perfekt und erreichte am Saisonende den neunten Tabellenplatz.
Nachdem Volker Oppitz am 1. Februar 2012 sein Amt als Geschäftsführer niedergelegt hatte, wurde am 1. Mai Christian Müller als neuer Geschäftsführer vorgestellt.
Am 2. Juli wurde bekanntgegeben, dass Dynamo Dresden mit dem benachbarten SC Borea Dresden im Nachwuchsbereich kooperieren wird. Die Vereinbarung lief vorerst bis zum 30. Juni 2013. Nach einer guten Vorbereitung, indem man gute Spiele gegen die englischen Clubs Manchester City (0:0) und West Ham United (3:0) lieferte, stand man vor der Winterpause nur auf Platz 16. Am 9. Dezember 2012 wurde Cheftrainer Ralf Loose nach einer 0:3-Heimniederlage gegen den Tabellennachbarn VfL Bochum und dem damit verbundenen Fall auf 16. Tabellenplatz entlassen. Beim letzten Spiel vor der Winterpause übernahm der sportliche Leiter Steffen Menze das Amt interimsweise. Am 18. Dezember unterschrieb Rückkehrer Peter Pacult für seine zweite Amtszeit einen nur für die 2. Bundesliga gültigen Trainervertrag bis 2014.
Wegen Fan-Krawallen im Zweitrundenspiel im DFB-Pokal am 31. Oktober 2012 bei Hannover 96 schloss das DFB-Sportgericht am 10. Dezember 2012 die SG Dynamo Dresden vom DFB-Pokal 2013/14 aus, nachdem der Verein im letzten Verfahren nach Abwendung des Ausschlusses davor gewarnt worden war, dass im Wiederholungsfall erneut ein Ausschluss droht. Eine Berufung im März vor dem DFB-Bundesgericht wurde abgelehnt, eine weitere im Mai vor dem Ständigen Schiedsgericht ebenfalls, damit bliebe dem Verein nur noch ein Gang vor ein Zivilgericht. Dynamo Dresden ist der erste Verein, gegen den ein DFB-Pokal-Ausschluss ausgesprochen wurde. Am 14. Juni 2013 wies das OLG Frankfurt/Main den Antrag auf Erlass einer einstweiligen Verfügung zur Zulassung zum DFB-Pokal für die Saison 2013/14 als unbegründet ab.
Dynamo Dresden musste trotz eines 3:1-Sieges gegen Jahn Regensburg am letzten Spieltag der Saison 2012/13 in die Relegation, in der die Mannschaft wie schon beim Aufstieg vor zwei Jahren wieder gegen den VfL Osnabrück spielte. Nach einer 0:1-Auswärtsniederlage sicherte sich Dresden durch einen 2:0-Heimsieg den Klassenerhalt. Als erster Zweitligist seit der Wiedereinführung der Relegation 2009 entschied es den Vergleich gegen den Drittligisten für sich. Der Vertrag von Trainer Peter Pacult verlängerte sich damit automatisch um ein Jahr. Außerdem erzielte der Verein in dieser Saison einen Rekordumsatz von 22 Millionen Euro bei einem Gewinn von 692.000 Euro.
In der Saison 2013/14 beurlaubte der Verein am 4. Spieltag nach der zweiten Heimniederlage in Folge Trainer Peter Pacult am 18. August 2013. Als Nachfolger wurde am 4. September Olaf Janßen, zuvor Co-Trainer der Nationalmannschaft Aserbaidschans, vorgestellt. Er erhielt einen Vertrag bis 2015. Am 3. Februar 2014 wurden Sportdirektor Steffen Menze und Geschäftsführer Christian Müller mit sofortiger Wirkung bis zum Ablauf ihrer Verträge im Sommer 2014 freigestellt. Im Zuge dieser Umstrukturierung kehrte Ralf Minge als neuer Geschäftsführer Sport zu Dynamo Dresden zurück. Am 8. Mai wurde Robert Schäfer, der bis dahin noch beim TSV 1860 München zwar beurlaubt, aber noch unter Vertrag stand, zum kaufmännischen Geschäftsführer berufen. Zum Abschluss der Saison mit bis dato fünf Siegen und 17 Unentschieden empfing Dynamo Dresden am 34. Spieltag Arminia Bielefeld zum direkten Duell um den Relegationsplatz. Die Partie, die zwischenzeitlich wegen des unerlaubten Einsatzes von Pyrotechnik durch die Dresdner Anhängerschaft für rund 15 Minuten unterbrochen werden musste, endete mit einer 2:3-Niederlage, was für Dynamo Dresden den Abstieg in die 3. Liga bedeutete und zur Entlassung von Olaf Janßen als Cheftrainer führte.
Am 23. Mai 2014 wurde als Nachfolger Stefan Böger vorgestellt, der zuvor die deutsche U-16 Fußballnationalmannschaft trainierte. Er erhielt als Cheftrainer bei Dynamo einen Zweijahresvertrag bis zum 30. Juni 2016. Vor der Winterpause war der Verein noch punktgleich mit dem Aufstiegsrelegationsplatz und im DFB-Pokal hatte Dynamo Schalke mit 2:1 und Bochum ebenfalls mit 2:1 (n. V.) besiegt, danach gab es aber drei Niederlagen in Folge und Stefan Böger wurde am 16. Februar 2015 mit sofortiger Wirkung beurlaubt. Peter Németh, der frühere Co-Trainer unter Olaf Janßen, übernahm die Cheftrainerposition bis zum Ende der Saison 2014/15. Unter ihm verlor Dynamo von den ersten neun Spielen sieben. Die noch verbleibenden vier Spiele gewann Dynamo, sodass man am Ende den 6. Platz in der 3. Liga erreichte. Im DFB-Pokal Achtelfinale unterlag man gegen Borussia Dortmund mit 0:2. Am letzten Spieltag wurden Mannschaftskapitän Cristian Fiél und Torwart Benjamin Kirsten verabschiedet. Fiel blieb dem Verein als Jugendtrainer erhalten. Am 9. April wurde Uwe Neuhaus als neuer Cheftrainer vorgestellt. Er unterschrieb einen Zweijahresvertrag, Peter Németh wurde unter ihm neuer Co-Trainer.
Im August 2015 absolvierte der Verein ein Benefizspiel gegen den Erstligisten FC Bayern München, das die Gäste mit 3:1 vor ausverkauften Haus gewannen. Sämtliche Erlöse wurden zur Schuldentilgung verwendet, der Gewinn betrug zirka 1,2 Mio. Euro. Seit dem 21. März 2016 ist Dynamo Dresden nach rund 25 Jahren wieder schuldenfrei. Robert Schäfer verließ Dynamo Dresden auf eigenen Wunsch zum 21. März 2016, um am 22. März 2016 bei Fortuna Düsseldorf den Posten des Vorstandsvorsitzenden anzutreten
Am 34. Spieltag der Saison 2015/16 erreichte der Verein vier Spieltage vor Saisonende den Wiederaufstieg in die zweite Bundesliga durch ein 2:2 beim 1. FC Magdeburg. Zum letzten Spieltag der Saison empfing die SGD die SG Sonnenhof Großaspach vor 31.644 Fans. Damit wurde ein neuer Pflichtspielrekord für das neue gebaute Stadion aufgestellt, das Gleiche gilt für die durchschnittliche Besucherzahl von 27.544 Zuschauern pro Spiel. Insgesamt besuchten über 523.000 Zuschauer die Heimspiele von Dynamo während der Saison, was neuen Vereinsrekord bedeutete. Nach dem Spiel gegen Großaspach wurde Justin Eilers, als Spieler der Saison und Torschützenkönig (23 Tore), zusammen mit Cheftrainer Uwe Neuhaus als Trainer der Saison, ausgezeichnet und der Pokal des Meisters der 3. Liga an Kapitän Michael Hefele übergeben.
Die darauffolgende Zweitliga-Saison 2016/17 schloss Dynamo mit dem fünften Tabellenplatz, 50 Punkten, 13 Siegen und 53 Toren ab. Im DFB-Pokal gab es erstmals das brisante Aufeinandertreffen mit dem Bundesligisten Rasenballsport aus Leipzig. In der 1. Runde besiegte Dynamo RB Leipzig nach 0:2-Rückstand in der ersten Halbzeit mit 7:6 nach Elfmeterschießen vor ausverkaufter, komplett in Gelb gekleideter Kulisse. In der 2. Runde des DFB-Pokals verloren die Dresdner gegen Arminia Bielefeld mit 0:1.
Die Saison 2017/18 schlossen die Dresdner nach einer 0:1-Heimniederlage gegen Union Berlin am 34. Spieltag mit dem 14. Tabellenplatz ab. Nach einem 3:2-Sieg gegen die TuS Koblenz in der ersten Runde des DFB-Pokals schied Dynamo in der zweiten Runde mit 1:3 gegen den SC Freiburg aus.
Am 22. August 2018 wurden Trainer Neuhaus und Co-Trainer Németh nach dem Pokal-Aus in der ersten Runde gegen den Regionalligisten SV Rödinghausen beurlaubt. Zu diesem Zeitpunkt war Neuhaus neben Christoph Franke einer der beiden Dynamo-Trainer nach der Wende mit einer Amtszeit von mehr als zwei Jahren. Am 30. September 2018 traten das komplette Präsidium der SG Dynamo Dresden sowie drei weitere Gremiumsmitglieder zurück.
Maik Walpurgis übernahm am 11. September 2018 das Amt des Cheftrainers bei der SG Dynamo Dresden, am 24. Februar 2019 wurden er und die beiden Co-Trainer Ovid Hajou und Massimilian Porcello mit sofortiger Wirkung beurlaubt. In den 20 Zweitliga-Spielen unter seiner Verantwortung stehen sechs Siege fünf Unentschieden und neun Niederlagen gegenüber. Neuer Cheftrainer des Vereins wurde am 28. Februar 2019 Cristian Fiél, bis sich der Verein am 2. Dezember 2019 wieder von ihm trennte. Der Verein stand zu diesem Zeitpunkt auf dem letzten Tabellenplatz. Fiels Nachfolger wurde Markus Kauczinski.

### 2020er Jahre
Auch in der Rückrunde der Saison 2019/20 gelang es Dynamo Dresden nicht, die Abstiegsränge der 2. Bundesliga zu verlassen. Im Zuge der COVID-19-Pandemie wurde am 9. Mai für die Mannschaft von Dynamo nach zwei positiven Testreihen vom örtlichen Gesundheitsamt eine 14-tägige häusliche Quarantäne angeordnet. Dies hatte zur Folge, dass die Mannschaft 14 Tage weder spielen noch trainieren konnte und anschließend innerhalb von 19 Tagen 7 Punktspiele bestreiten musste. Daraufhin stieg Dynamo Dresden im Juni 2020 als Tabellenletzter in die 3. Liga ab. Auf eine Vertragsverlängerung mit dem langjährigen Sportdirektor Ralf Minge wurde sich nicht geeinigt. Er wurde durch Ralf Becker ersetzt, der einen Vertrag bis 2022 erhielt.
In der Drittligasaison 2020/21 gewann Dynamo Dresden die Herbstmeisterschaft. Nach vier torlosen Spielen in Folge wurde Cheftrainer Markus Kauczinski am 25. April 2021 mit sofortiger Wirkung beurlaubt. Am Tag darauf wurde Alexander Schmidt mit einem Vertrag bis Juni 2021 als neuer Cheftrainer vorgestellt. Am 29. April wurde bekannt gegeben, dass ab der kommenden Saison für fünf Jahre erstmals das britische Unternehmen Umbro der neue Ausrüster wird. Mit einem 4:0-Heimsieg über Türkgücü München am 16. Mai 2021 stand der sofortige Wiederaufstieg in die 2. Bundesliga am vorletzten Spieltag der Saison fest. Durch einen 1:0-Auswärtssieg beim SV Wehen Wiesbaden sicherte sich Dynamo die Meisterschaft in der 3. Liga, worauf hin Schmidts Vertrag bis 2023 verlängert wurde.
Zum Start der Zweitligasaison 2021/2022 holte Dynamo zehn Punkte aus den ersten vier Spielen und stand auf Platz 2 der Tabelle, woraufhin Beckers Vertrag mit Gültigkeit für die 2. Bundesliga bis 2025 verlängert wurde. In den folgenden neun Spielen stand jedoch nur ein Sieg acht Niederlagen gegenüber, wodurch sich die SGD zwischenzeitlich im Abstiegskampf befand. Nur durch drei Siege in den letzten vier Hinrundenspielen schloss das Team die Hinrunde als Elfter ab. In der Rückrunde gelang Dynamo kein einziger Sieg. Nach sieben sieglosen Spielen und dem Abrutschen auf Rang 14 mit nur einem Punkt Vorsprung auf den Abstiegsrelegationsplatz wurde Cheftrainer Schmidt am 1. März 2022 beurlaubt. Als Nachfolger wurde einen Tag später Guerino Capretti vorgestellt, der einen in der 2. Bundesliga bis 2024 gültigen Vertrag erhielt. Auch unter ihm gewann das Team jedoch kein Ligaspiel, wodurch Dynamo auf den 16. Platz abrutschte und gegen den 1. FC Kaiserslautern in der Relegation antreten musste. Dort unterlag man den Pfälzern mit 0:2 (Hinspiel: 0:0, Rückspiel: 0:2) und stieg somit nach nur einem Jahr wieder in die 3. Liga ab. Dadurch verloren die Verträge Beckers und Caprettis zum Saisonende ihre Wirkung.
Trotz des Abstieges erhielt Becker einen neuen Vertrag, der bis 2024 sowie auch in der 3. Liga gültig war. Die Zusammenarbeit mit Capretti hingegen wurde beendet. Am 10. Juni 2022 wurde Markus Anfang als neuer Trainer vorgestellt. In der ersten Drittliga-Saison 2022/23 nach dem Abstieg wurde der 6. Platz erreicht. In der Saison 2023/24 gelang der SGD ein souveräner Auftakt, sodass man sich in der Hinrunde einen Zweikampf um die Tabellenspitze mit dem SSV Jahn Regensburg lieferte. Da der Start in die Rückrunde aber weitestgehend erfolglos verlief, gab der Verein im März 2024 – nach nur einem Sieg aus sechs Spielen – die Entlassung von Sportdirektor Ralf Becker bekannt. Nachdem auch von den folgenden sechs Ligaspielen nur eines gewonnen wurde, folgte im April die Entlassung von Cheftrainer Markus Anfang. Am letzten Spieltag der Saison war der Aufstieg rechnerisch bereits nicht mehr möglich. Nach einem 4:0-Sieg gegen Absteiger MSV Duisburg qualifizierte sich Dynamo – im Gegensatz zur Vorsaison – durch das Erreichen des 4. Tabellenplatzes für den DFB-Pokal. Zudem sicherte sich die SGD den Sachsenpokal, nachdem das Finale gegen Lokalrivale Erzgebirge Aue in der Verlängerung mit 2:0 gewonnen wurde.

## Wappen

SG Dynamo Dresden (1953–1968)[103]
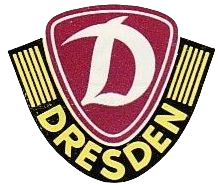
SG Dynamo Dresden (1968–1990)
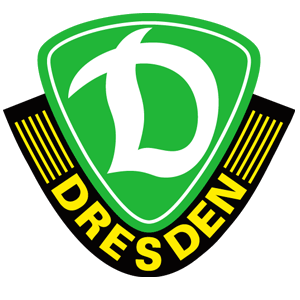
1. FC Dynamo Dresden (1990–2011), 2002–2011 parallel zur roten Version
1. FC Dynamo Dresden 1 (2002–2011), parallel zur grünen Version
SG Dynamo Dresden (seit 2011)
Jubiläumslogo 60 Jahre SG Dynamo Dresden (2013)

## Erfolge

### International
UEFA
- Europapokal der Landesmeister
  - 3 × Viertelfinale: 1976/77, 1978/79, 1990/91
- Europapokal der Pokalsieger
  - 2 × Viertelfinale: 1984/85, 1985/86 (→ Wunder von der Grotenburg)
- UEFA-Pokal
  - 1 × Halbfinale: 1988/89
  - 2 × Viertelfinale: 1972/73, 1975/76
- UEFA Intertoto Cup
  - 1 × Intertoto-Cupsieger: 1993

### National
DFV
Liga

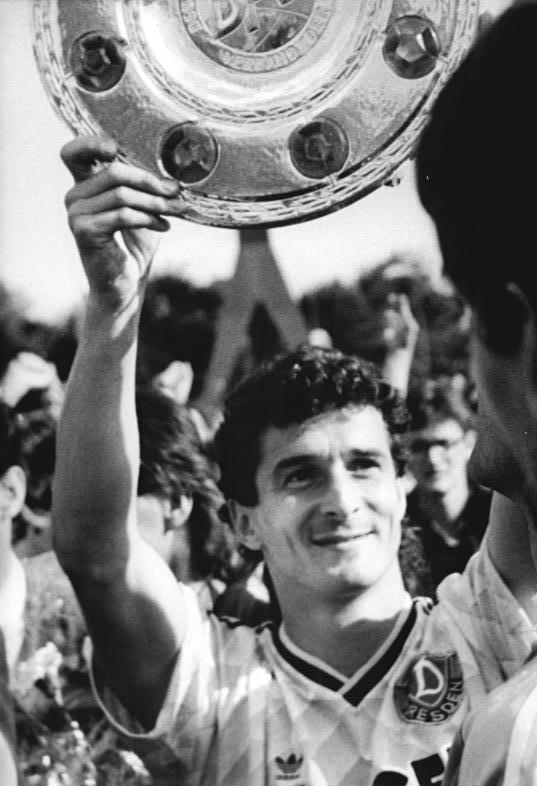
Hans-Uwe Pilz nach der letzten DDR-Meisterschaft (1990)

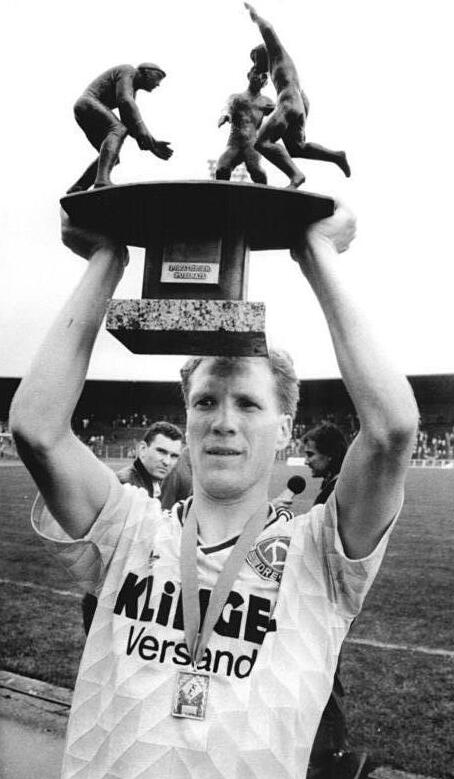
Matthias Sammer nach dem letzten FDGB-Pokal-Gewinn (1990)

- DDR-Meister (8): 1952/53, 1970/71, 1972/73, 1975/76, 1976/77, 1977/78, 1988/89, 1989/90
- DDR-Vizemeister (8): 1951/52, 1978/79, 1979/80, 1981/82, 1983/84, 1984/85, 1986/87, 1990/91 2

Pokal
- FDGB-Pokalsieger (7): 1951/52 3, 1970/71, 1976/77, 1981/82, 1983/84, 1984/85, 1989/90
- FDGB-Pokalfinalist (4): 1971/72, 1973/74, 1974/75, 1977/78
- DFV-Supercupfinalist: 1988/89 4
- Fuwo-Pokal: 4. Platz 1972 4

Double
- Double im DDR-Fußball (3): 1970/71, 1976/77, 1989/90 (Rekord)

 DFB
Liga
- Bundesliga
  - 4 Spielzeiten: 1991/92, 1992/93, 1993/94, 1994/95
- 2. Bundesliga
  - 11 Spielzeiten: 2004/05, 2005/06, 2011/12, 2012/13, 2013/14, 2016/17, 2017/18, 2018/19, 2019/20, 2021/22, 2025/26
- 3. Liga
  - Meister der 3. Liga 2015/16, 2020/21
  - 9 Spielzeiten: 2008/09, 2009/10, 2010/11, 2014/15, 2015/16, 2020/21, 2022/23, 2023/24, 2024/25

Pokal
- DFB-Pokal
  - 1 × Halbfinale: 1993/94
- Deutschland-Cup: 1990 4

### Regional
NOFV
Liga
- Oberliga Nordost Staffel Süd
  - 1 × Oberliga-Meister: 2002

 SFV
Liga
- Landesliga Sachsen
  - 1 × Meister: 2009 5

Pokal
- Sachsenpokal
  - 4 × Sachsenpokalsieger: 2003, 2007, 2009 5, 2024
  - 2 × Sachsenpokalfinalist: 1995 5, 2004

### Nachwuchs
DFV
Liga
- 2 × DDR-Nachwuchsoberliga-Meister: 1978/79, 1982/1983
- 6 × DDR-Juniorenmeister: 1962, 1972, 1981, 1982, 1985, 1988 (Rekordsieger)
- 3 × DDR-Jugendmeister: 1983, 1988, 1989
- 4 × DDR-Schülermeister: 1975, 1979, 1984, 1990

Pokal
- 4 × Junge Welt-Pokalsieger der Junioren: 1976, 1985, 1986, 1991

## Statistiken

### Meisterschaftsplatzierungen
| Saison | Spielklasse | Name                    | Platz (von) | S  | U  | N  | Tore  | Punkte |
| --- | ----------- | ----------------------- | ----------- | -- | -- | -- | ----- | ------ |
| 1950/51* | 1.          | DDR-Oberliga            | 04 (18)     | 17 | 09 | 08 | 75:40 | 43:25  |
| 1951/52* | 1.          | DDR-Oberliga            | 02 (19)     | 23 | 03 | 10 | 79:53 | 49:23  |
| 1952/53 | 1.          | DDR-Oberliga            | 01 (17)     | 15 | 08 | 09 | 51:33 | 38:26  |
| 1953/54 | 1.          | DDR-Oberliga            | 03 (15)     | 15 | 04 | 09 | 54:44 | 34:22  |
| 1954/55** | 2.          | DDR-Liga (Staffel 3)    | 10 (14)     | 03 | 03 | 06 | 21:24 | 09:15  |
| 1955*** | 3.          | 2. DDR-Liga Süd         | 04 (14)     | 06 | 05 | 02 | 24:20 | 17:09  |
| 1956*** | 3.          | 2. DDR-Liga Süd         | 13 (14)     | 06 | 06 | 14 | 37:29 | 18:34  |
| 1957*** | 4.          | Bezirksliga Dresden     | 01 (14)     | 16 | 08 | 02 | 72:23 | 40:12  |
| 1958*** | 3.          | 2. DDR-Liga (Staffel 4) | 01 (14)     | 19 | 04 | 03 | 80:25 | 42:10  |
| 1959*** | 2.          | DDR-Liga                | 07 (14)     | 10 | 05 | 11 | 48:41 | 25:27  |
| * als SV Deutsche Volkspolizei Dresden. ** Nachdem das Oberliga-Team der SG Dynamo nach Berlin delegiert worden war, übernahm eine neuformierte Dresdner Mannschaft im Januar 1955 den Startplatz des SC DHfK Leipzig in der DDR-Liga. *** Von 1955 bis 1960 wurde nach sowjetischem Vorbild im Kalenderjahr gespielt. |             |                         |             |    |    |    |       |        |

| Saison                                                                             | Spielklasse | Name         | Platz (von) | S  | U  | N  | Tore  | Punkte | Zuschauerschnitt |
| ---------------------------------------------------------------------------------- | ----------- | ------------ | ----------- | -- | -- | -- | ----- | ------ | ---------------- |
| 1960*                                                                              | 2.          | DDR-Liga     | 03 (14)     | 13 | 05 | 08 | 57:42 | 31:21  |                  |
| 1961/62                                                                            | 2.          | DDR-Liga     | 01 (14)     | 25 | 10 | 04 | 92:35 | 60:18  |                  |
| 1962/63                                                                            | 1.          | DDR-Oberliga | 13 (14)     | 08 | 06 | 12 | 36:45 | 22:30  |                  |
| 1963/64                                                                            | 2.          | DDR-Liga Süd | 01 (16)     | 20 | 09 | 01 | 57:14 | 49:11  |                  |
| 1964/65                                                                            | 1.          | DDR-Oberliga | 10 (14)     | 09 | 05 | 12 | 34:38 | 23:29  |                  |
| 1965/66                                                                            | 1.          | DDR-Oberliga | 05 (14)     | 11 | 06 | 09 | 34:31 | 28:24  | 25.615           |
| 1966/67                                                                            | 1.          | DDR-Oberliga | 04 (14)     | 11 | 05 | 10 | 35:31 | 27:25  | 20.538           |
| 1967/68                                                                            | 1.          | DDR-Oberliga | 13 (14)     | 05 | 11 | 10 | 25:33 | 21:31  | 19.615           |
| 1968/69                                                                            | 2.          | DDR-Liga Süd | 01 (16)     | 20 | 07 | 03 | 57:09 | 47:13  |                  |
| 1969/70                                                                            | 1.          | DDR-Oberliga | 03 (14)     | 13 | 05 | 08 | 36:26 | 31:21  | 18.500           |
| * Zwischen 1955 und 1960 wurde nach sowjetischem Vorbild im Kalenderjahr gespielt. |             |              |             |    |    |    |       |        |                  |

| Saison  | Spielklasse | Name         | Platz (von) | S  | U  | N  | Tore  | Punkte | Zuschauerschnitt |
| ------- | ----------- | ------------ | ----------- | -- | -- | -- | ----- | ------ | ---------------- |
| 1970/71 | 1.          | DDR-Oberliga | 1 (14)      | 18 | 03 | 05 | 56:29 | 39:13  | 22.769           |
| 1971/72 | 1.          | DDR-Oberliga | 3 (14)      | 12 | 09 | 05 | 59:30 | 33:19  | 23.038           |
| 1972/73 | 1.          | DDR-Oberliga | 1 (14)      | 18 | 06 | 02 | 61:30 | 42:10  | 24.231           |
| 1973/74 | 1.          | DDR-Oberliga | 3 (14)      | 15 | 05 | 06 | 55:40 | 35:17  | 27.231           |
| 1974/75 | 1.          | DDR-Oberliga | 3 (14)      | 12 | 08 | 06 | 42:30 | 32:20  | 25.923           |
| 1975/76 | 1.          | DDR-Oberliga | 1 (14)      | 19 | 05 | 02 | 70:23 | 43:09  | 28.308           |
| 1976/77 | 1.          | DDR-Oberliga | 1 (14)      | 16 | 06 | 04 | 66:27 | 38:14  | 29.385           |
| 1977/78 | 1.          | DDR-Oberliga | 1 (14)      | 18 | 05 | 03 | 70:25 | 41:11  | 30.231           |
| 1978/79 | 1.          | DDR-Oberliga | 2 (14)      | 15 | 09 | 02 | 59:19 | 39:13  | 24.154           |
| 1979/80 | 1.          | DDR-Oberliga | 2 (14)      | 20 | 02 | 04 | 65:22 | 42:10  | 24.615           |

| Saison  | Spielklasse | Name         | Platz (von) | S  | U  | N  | Tore  | Punkte | Zuschauerschnitt |
| ------- | ----------- | ------------ | ----------- | -- | -- | -- | ----- | ------ | ---------------- |
| 1980/81 | 1.          | DDR-Oberliga | 4 (14)      | 16 | 02 | 08 | 49:37 | 34:18  | 25.769           |
| 1981/82 | 1.          | DDR-Oberliga | 2 (14)      | 15 | 04 | 07 | 50:24 | 34:18  | 22.462           |
| 1982/83 | 1.          | DDR-Oberliga | 7 (14)      | 12 | 05 | 09 | 51:43 | 29:23  | 22.538           |
| 1983/84 | 1.          | DDR-Oberliga | 2 (14)      | 14 | 09 | 03 | 61:28 | 37:15  | 25.154           |
| 1984/85 | 1.          | DDR-Oberliga | 2 (14)      | 15 | 08 | 03 | 69:34 | 38:14  | 24.769           |
| 1985/86 | 1.          | DDR-Oberliga | 6 (14)      | 10 | 08 | 08 | 40:39 | 28:24  | 19.769           |
| 1986/87 | 1.          | DDR-Oberliga | 2 (14)      | 13 | 10 | 03 | 52:24 | 36:16  | 19.000           |
| 1987/88 | 1.          | DDR-Oberliga | 3 (14)      | 12 | 09 | 05 | 47:24 | 33:19  | 19.308           |
| 1988/89 | 1.          | DDR-Oberliga | 1 (14)      | 16 | 08 | 02 | 61:26 | 40:12  | 22.215           |
| 1989/90 | 1.          | DDR-Oberliga | 1 (14)      | 12 | 12 | 02 | 47:26 | 36:16  | 20.230           |

| Saison                                                                                          | Spielklasse | Name                 | Platz (von) | S  | U  | N  | Tore  | Punkte | Zuschauerschnitt |
| ----------------------------------------------------------------------------------------------- | ----------- | -------------------- | ----------- | -- | -- | -- | ----- | ------ | ---------------- |
| 1990/91                                                                                         | 1.          | NOFV-Oberliga        | 02 (14)     | 12 | 08 | 06 | 48:28 | 32:20  | 10.013           |
| 1991/92                                                                                         | 1.          | Bundesliga           | 14 (20)     | 12 | 10 | 16 | 34:50 | 34:42  | 16.642           |
| 1992/93                                                                                         | 1.          | Bundesliga           | 15 (18)     | 07 | 13 | 14 | 32:49 | 27:41  | 15.650           |
| 1993/94*                                                                                        | 1.          | Bundesliga           | 13 (18)     | 10 | 14 | 10 | 33:44 | 30:38  | 15.984           |
| 1994/95                                                                                         | 1.          | Bundesliga           | 18 (18)     | 04 | 08 | 22 | 33:68 | 16:52  | 16.700           |
| 1995/96                                                                                         | 3.          | Regionalliga Nordost | 04 (18)     | 19 | 10 | 05 | 46:23 | :0067  | 05.221           |
| 1996/97                                                                                         | 3.          | Regionalliga Nordost | 07 (18)     | 17 | 06 | 11 | 57:38 | :0057  | 04.422           |
| 1997/98                                                                                         | 3.          | Regionalliga Nordost | 02 (18)     | 17 | 09 | 08 | 60:39 | :0060  | 04.232           |
| 1998/99                                                                                         | 3.          | Regionalliga Nordost | 11 (18)     | 10 | 08 | 16 | 43:44 | :0038  | 03.309           |
| 1999/00                                                                                         | 3.          | Regionalliga Nordost | 08 (18)     | 13 | 13 | 08 | 44:34 | :0052  | 06.173           |
| * Dynamo Dresden wurden wegen Verstoßes gegen die Lizenzauflagen des DFB vier Punkte abgezogen. |             |                      |             |    |    |    |       |        |                  |

| Saison  | Spielklasse | Name                 | Platz (von) | S  | U  | N  | Tore  | Punkte | Zuschauerschnitt |
| ------- | ----------- | -------------------- | ----------- | -- | -- | -- | ----- | ------ | ---------------- |
| 2000/01 | 4.          | Oberliga Nordost-Süd | 05 (18)     | 16 | 08 | 10 | 58:35 | 56     | 03.833           |
| 2001/02 | 4.          | Oberliga Nordost-Süd | 01 (18)     | 24 | 06 | 02 | 61:16 | 78     | 05.328           |
| 2002/03 | 3.          | Regionalliga Nord    | 07 (18)     | 13 | 11 | 10 | 34:34 | 50     | 06.671           |
| 2003/04 | 3.          | Regionalliga Nord    | 02 (18)     | 18 | 11 | 05 | 51:26 | 65     | 08.702           |
| 2004/05 | 2.          | 2. Bundesliga        | 08 (18)     | 15 | 04 | 15 | 48:53 | 49     | 16.316           |
| 2005/06 | 2.          | 2. Bundesliga        | 15 (18)     | 11 | 08 | 15 | 39:45 | 41     | 15.614           |
| 2006/07 | 3.          | Regionalliga Nord    | 07 (19)     | 16 | 07 | 13 | 54:45 | 55     | 13.406           |
| 2007/08 | 3.          | Regionalliga Nord    | 08 (19)     | 15 | 10 | 11 | 45:39 | 55     | 09.343           |
| 2008/09 | 3.          | 3. Liga              | 09 (20)     | 13 | 11 | 14 | 46:46 | 50     | 10.948           |
| 2009/10 | 3.          | 3. Liga              | 12 (20)     | 14 | 08 | 16 | 39:46 | 50     | 14.440           |

| Saison  | Spielklasse | Name          | Platz (von) | S  | U  | N  | Tore  | Punkte | Zuschauerschnitt |
| ------- | ----------- | ------------- | ----------- | -- | -- | -- | ----- | ------ | ---------------- |
| 2010/11 | 3.          | 3. Liga       | 03 (20)     | 19 | 08 | 11 | 55:37 | 65     | 17.225           |
| 2011/12 | 2.          | 2. Bundesliga | 09 (18)     | 12 | 09 | 13 | 50:52 | 45     | 24.848           |
| 2012/13 | 2.          | 2. Bundesliga | 16 (18)     | 09 | 10 | 15 | 35:49 | 37     | 24.964           |
| 2013/14 | 2.          | 2. Bundesliga | 17 (18)     | 05 | 17 | 12 | 36:53 | 32     | 27.004           |
| 2014/15 | 3.          | 3. Liga       | 06 (20)     | 16 | 08 | 14 | 52:48 | 56     | 22.748           |
| 2015/16 | 3.          | 3. Liga       | 01 (20)     | 21 | 15 | 02 | 75:35 | 78     | 27.545           |
| 2016/17 | 2.          | 2. Bundesliga | 05 (18)     | 13 | 11 | 10 | 53:46 | 50     | 28.515           |
| 2017/18 | 2.          | 2. Bundesliga | 14 (18)     | 11 | 08 | 15 | 42:52 | 41     | 28.017           |
| 2018/19 | 2.          | 2. Bundesliga | 12 (18)     | 11 | 09 | 14 | 41:48 | 42     | 28.461           |
| 2019/20 | 2.          | 2. Bundesliga | 18 (18)     | 08 | 08 | 18 | 32:58 | 32     | 27.232           |

| Saison  | Spielklasse | Name          | Platz (von) | S  | U  | N  | Tore  | Punkte | Zuschauerschnitt |
| ------- | ----------- | ------------- | ----------- | -- | -- | -- | ----- | ------ | ---------------- |
| 2020/21 | 3.          | 3. Liga       | 01 (20)     | 23 | 06 | 09 | 61:29 | 75     | 03.213           |
| 2021/22 | 2.          | 2. Bundesliga | 16 (18)     | 07 | 11 | 16 | 33:46 | 32     | 14.646           |
| 2022/23 | 3.          | 3. Liga       | 06 (20)     | 20 | 09 | 09 | 65:44 | 69     | 24.565           |
| 2023/24 | 3.          | 3. Liga       | 04 (20)     | 19 | 05 | 14 | 58:40 | 62     | 28.755           |
| 2024/25 | 3.          | 3. Liga       | 02 (20)     | 20 | 10 | 08 | 71:40 | 70     | 28.991           |

### Europapokalteilnahmen
- H = Heimspiel
- A = Auswärtsspiel
- Alle Ergebnisse aus der Sicht von Dynamo Dresden

| Saison  | Wettbewerb                    | Runde         | Gegner                 | Gesamt          | Hinspiel | Rückspiel     |
| ------- | ----------------------------- | ------------- | ---------------------- | --------------- | -------- | ------------- |
| 1967/68 | Messepokal                    | 1. Runde      | Glasgow Rangers        | 2:3             | 1:1 (H)  | 1:2 (A)       |
| 1970/71 | Messepokal                    | 1. Runde      | FK Partizan Belgrad    | 6:0             | 0:0 (A)  | 6:0 (H)       |
| 1970/71 | Messepokal                    | 2. Runde      | Leeds United           | (a)2:2(a)       | 0:1 (A)  | 2:1 (H)       |
| 1971/72 | Europapokal der Landesmeister | 1. Runde      | Ajax Amsterdam         | 0:2             | 0:2 (A)  | 0:0 (H)       |
| 1972/73 | UEFA-Pokal                    | 1. Runde      | VÖEST Linz             | 4:2             | 2:0 (H)  | 2:2 (A)       |
| 1972/73 | UEFA-Pokal                    | 2. Runde      | Ruch Chorzów           | 4:0             | 1:0 (A)  | 3:0 (H)       |
| 1972/73 | UEFA-Pokal                    | 3. Runde      | FC Porto               | 3:1             | 2:1 (A)  | 1:0 (H)       |
| 1972/73 | UEFA-Pokal                    | Viertelfinale | FC Liverpool           | 0:3             | 0:2 (A)  | 0:1 (H)       |
| 1973/74 | Europapokal der Landesmeister | 1. Runde      | Juventus Turin         | 4:3             | 2:0 (H)  | 2:3 (A)       |
| 1973/74 | Europapokal der Landesmeister | 2. Runde      | FC Bayern München      | 6:7             | 3:4 (A)  | 3:3 (H)       |
| 1974/75 | UEFA-Pokal                    | 1. Runde      | SK Freja Randers       | (a)1:1(a)       | 1:1 (A)  | 0:0 (H)       |
| 1974/75 | UEFA-Pokal                    | 2. Runde      | FK Dynamo Moskau       | 1:1 (4:3 i. E.) | 1:0 (H)  | 0:1 n. V. (A) |
| 1974/75 | UEFA-Pokal                    | 3. Runde      | Hamburger SV           | 3:6             | 1:4 (A)  | 2:2 (H)       |
| 1975/76 | UEFA-Pokal                    | 1. Runde      | AS Armata Târgu Mureș  | 6:3             | 2:2 (A)  | 4:1 (H)       |
| 1975/76 | UEFA-Pokal                    | 2. Runde      | Budapest Honvéd FC     | 3:2             | 2:2 (A)  | 1:0 (H)       |
| 1975/76 | UEFA-Pokal                    | 3. Runde      | Torpedo Moskau         | 4:3             | 3:0 (H)  | 1:3 (A)       |
| 1975/76 | UEFA-Pokal                    | Viertelfinale | FC Liverpool           | 1:2             | 0:0 (H)  | 1:2 (A)       |
| 1976/77 | Europapokal der Landesmeister | 1. Runde      | Benfica Lissabon       | 2:0             | 2:0 (H)  | 0:0 (A)       |
| 1976/77 | Europapokal der Landesmeister | 2. Runde      | Ferencváros Budapest   | 4:1             | 0:1 (A)  | 4:0 (H)       |
| 1976/77 | Europapokal der Landesmeister | Viertelfinale | FC Zürich              | (a)4:4(a)       | 1:2 (A)  | 3:2 (H)       |
| 1977/78 | Europapokal der Landesmeister | 1. Runde      | Halmstads BK           | 3:2             | 2:0 (H)  | 1:2 (A)       |
| 1977/78 | Europapokal der Landesmeister | 2. Runde      | FC Liverpool           | 3:6             | 1:5 (A)  | 2:1 (H)       |
| 1978/79 | Europapokal der Landesmeister | 1. Runde      | FK Partizan Belgrad    | 2:2 (5:4 i. E.) | 0:2 (A)  | 2:0 n. V. (H) |
| 1978/79 | Europapokal der Landesmeister | 2. Runde      | Bohemians Dublin       | 6:0             | 0:0 (A)  | 6:0 (H)       |
| 1978/79 | Europapokal der Landesmeister | Viertelfinale | FK Austria Wien        | 2:3             | 1:3 (A)  | 1:0 (H)       |
| 1979/80 | UEFA-Pokal                    | 1. Runde      | Atlético Madrid        | 5:1             | 2:1 (A)  | 3:0 (H)       |
| 1979/80 | UEFA-Pokal                    | 2. Runde      | VfB Stuttgart          | (a)1:1(a)       | 1:1 (H)  | 0:0 (A)       |
| 1980/81 | UEFA-Pokal                    | 1. Runde      | FK Napredak Kruševac   | 2:0             | 1:0 (H)  | 1:0 (A)       |
| 1980/81 | UEFA-Pokal                    | 2. Runde      | FC Twente Enschede     | (a)1:1(a)       | 1:1 (A)  | 0:0 (H)       |
| 1980/81 | UEFA-Pokal                    | 3. Runde      | Standard Lüttich       | 2:5             | 1:1 (A)  | 1:4 (H)       |
| 1981/82 | UEFA-Pokal                    | 1. Runde      | Zenit Leningrad        | 6:2             | 2:1 (A)  | 4:1 (H)       |
| 1981/82 | UEFA-Pokal                    | 2. Runde      | Feyenoord Rotterdam    | 2:3             | 1:2 (A)  | 1:1 (H)       |
| 1982/83 | Europapokal der Pokalsieger   | 1. Runde      | BK 1893 Kopenhagen     | (a)4:4(a)       | 3:2 (H)  | 1:2 (A)       |
| 1984/85 | Europapokal der Pokalsieger   | 1. Runde      | Malmö FF               | 4:3             | 0:2 (A)  | 4:1 (H)       |
| 1984/85 | Europapokal der Pokalsieger   | 2. Runde      | FC Metz                | 3:1             | 3:1 (H)  | 0:0 (A)       |
| 1984/85 | Europapokal der Pokalsieger   | Viertelfinale | SK Rapid Wien          | 3:5             | 3:0 (H)  | 0:5 (A)       |
| 1985/86 | Europapokal der Pokalsieger   | 1. Runde      | Cercle Brügge          | (a)4:4(a)       | 2:3 (A)  | 2:1 (H)       |
| 1985/86 | Europapokal der Pokalsieger   | 2. Runde      | HJK Helsinki           | 7:3             | 0:1 (A)  | 7:2 (H)       |
| 1985/86 | Europapokal der Pokalsieger   | Viertelfinale | Bayer 05 Uerdingen     | 5:7             | 2:0 (H)  | 3:7 (A)       |
| 1987/88 | UEFA-Pokal                    | 1. Runde      | Spartak Moskau         | 1:3             | 0:3 (A)  | 1:0 (H)       |
| 1988/89 | UEFA-Pokal                    | 1. Runde      | FC Aberdeen            | 2:0             | 0:0 (A)  | 2:0 (H)       |
| 1988/89 | UEFA-Pokal                    | 2. Runde      | KSV Waregem            | 5:3             | 4:1 (H)  | 1:2 (A)       |
| 1988/89 | UEFA-Pokal                    | 3. Runde      | AS Rom                 | 4:0             | 2:0 (H)  | 2:0 (A)       |
| 1988/89 | UEFA-Pokal                    | Viertelfinale | AS Victoria Bukarest   | 5:1             | 1:1 (A)  | 4:0 (H)       |
| 1988/89 | UEFA-Pokal                    | Halbfinale    | VfB Stuttgart          | 1:2             | 0:1 (A)  | 1:1 (H)       |
| 1989/90 | Europapokal der Landesmeister | 1. Runde      | AEK Athen              | 4:5             | 1:0 (H)  | 3:5 (A)       |
| 1990/91 | Europapokal der Landesmeister | 1. Runde      | Union Luxemburg        | 6:1             | 3:1 (A)  | 3:0 (H)       |
| 1990/91 | Europapokal der Landesmeister | 2. Runde      | Malmö FF               | 2:2 (5:4 i. E.) | 1:1 (H)  | 1:1 n. V. (A) |
| 1990/91 | Europapokal der Landesmeister | Viertelfinale | FK Roter Stern Belgrad | 1:5             | 0:3 (A)  | 01:2 (H) 6    |

Gesamtbilanz: 98 Spiele, 42 Siege, 25 Unentschieden, 31 Niederlagen, 156:121 Tore (Tordifferenz +35)

## Personen

### Erste Mannschaft

#### Kader der Saison 2025/26
| Nr.                                                                                | Name                 | Nat.        | Geburtstag (Alter) | Seit | Letzter Verein             | Bundesliga (Spiele/Tore) | 2. BL (Spiele/Tore) | 3. Liga (Spiele/Tore) |     |
| Tor                                                                                | Tor                  | Tor         | Tor                | Tor  | Tor                        | Tor                      | Tor                 | Tor                   | Tor |
| ---------------------------------------------------------------------------------- | -------------------- | ----------- | ------------------ | ---- | -------------------------- | ------------------------ | ------------------- | --------------------- | --- |
| 01                                                                                 | Tim Schreiber        | Deutschland | 24. Apr. 2002 (23) | 2024 | RB Leipzig                 | 0/0                      | 10/0                | 87/0                  |     |
| 22                                                                                 | Lennart Grill        | Deutschland | 25. Jan. 1999 (26) | 2025 | 1. FC Union Berlin         | 10/0                     | 27/0                | 51/0                  |     |
| 37                                                                                 | Daniel Mesenhöler    | Deutschland | 24. Juli 1995 (30) | 2024 | Hallescher FC              | 0/0                      | 41/0                | 29/0                  |     |
| Abwehr                                                                             |                      |             |                    |      |                            |                          |                     |                       |     |
| 02                                                                                 | Konrad Faber         | Deutschland | 4. Nov. 1997 (27)  | 2025 | FC St. Gallen              | 0/0                      | 53/0                | 37/2                  |     |
| 15                                                                                 | Claudio Kammerknecht | Sri Lanka   | 7. Juli 1999 (26)  | 2022 | SC Freiburg II             | 0/0                      | 0/0                 | 123/7                 |     |
| 19                                                                                 | Alexander Rossipal   | Deutschland | 6. Juni 1996 (29)  | 2025 | Hansa Rostock              | 0/0                      | 37/1                | 114/6                 |     |
| 23                                                                                 | Lars Bünning         | Deutschland | 27. Feb. 1998 (27) | 2023 | 1. FC Kaiserslautern       | 0/0                      | 4/0                 | 146/5                 |     |
| 26                                                                                 | Jan-Hendrik Marx     | Deutschland | 26. Apr. 1995 (30) | 2024 | Eintracht Braunschweig     | 0/0                      | 35/0                | 80/3                  |     |
| 28                                                                                 | Sascha Risch         | Deutschland | 13. Apr. 2000 (25) | 2024 | SSV Ulm 1846               | 0/0                      | 0/0                 | 92/4                  |     |
| 29                                                                                 | Lukas Boeder         | Deutschland | 18. Apr. 1997 (28) | 2024 | 1. FC Saarbrücken          | 0/0                      | 7/1                 | 234/5                 |     |
| 39                                                                                 | David Kubatta        | Deutschland | 29. Okt. 2003 (21) | 2024 | Viktoria Köln              | 0/0                      | 0/0                 | 29/3                  |     |
| Mittelfeld                                                                         |                      |             |                    |      |                            |                          |                     |                       |     |
| 05                                                                                 | Vinko Šapina         | Deutschland | 29. Juni 1995 (30) | 2024 | Rot-Weiss Essen            | 0/0                      | 0/0                 | 117/8                 |     |
| 06                                                                                 | Kofi Amoako          | Deutschland | 6. Mai 2005 (20)   | 2025 | VfL Wolfsburg              | 2/0                      | 0/0                 | 33/0                  |     |
| 08                                                                                 | Luca Herrmann        | Deutschland | 20. Feb. 1999 (26) | 2025 | SC Paderborn 07            | 0/0                      | 29/0                | 39/2                  |     |
| 10                                                                                 | Jakob Lemmer         | Deutschland | 26. Apr. 2000 (25) | 2023 | Kickers Offenbach          | 0/0                      | 0/0                 | 94/17                 |     |
| 11                                                                                 | Dominik Kother       | Deutschland | 16. März 2000 (25) | 2025 | SSV Jahn Regensburg        | 0/0                      | 41/5                | 95/22                 |     |
| 17                                                                                 | Aljaž Casar          | Slowenien   | 17. Sep. 2000 (24) | 2024 | Hallescher FC              | 0/0                      | 0/0                 | 97/4                  |     |
| 24                                                                                 | Tony Menzel          | Deutschland | 6. März 2005 (20)  | 2011 |                            | 0/0                      | 0/0                 | 44/5                  |     |
| 25                                                                                 | Jonas Oehmichen      | Deutschland | 3. März 2004 (21)  | 2010 |                            | 0/0                      | 0/0                 | 45/3                  |     |
| 27                                                                                 | Niklas Hauptmann     | Deutschland | 27. Juni 1996 (29) | 2022 | 1. FC Köln                 | 0/0                      | 97/2                | 98/15                 |     |
| Sturm                                                                              |                      |             |                    |      |                            |                          |                     |                       |     |
| 09                                                                                 | Vincent Vermeij      | Niederlande | 9. Aug. 1994 (31)  | 2025 | Fortuna Düsseldorf         | 1/0                      | 50/13               | 120/48                |     |
| 16                                                                                 | Nils Fröling         | Schweden    | 20. Apr. 2000 (25) | 2025 | Hansa Rostock              | 0/0                      | 61/8                | 29/6                  |     |
| 30                                                                                 | Stefan Kutschke      | Deutschland | 3. Nov. 1988 (36)  | 2022 | FC Ingolstadt 04           | 27/2                     | 123/28              | 192/59                |     |
| 33                                                                                 | Christoph Daferner   | Deutschland | 12. Jan. 1998 (27) | 2024 | 1. FC Nürnberg             | 1/0                      | 100/17              | 74/30                 |     |
| 38                                                                                 | Jakob Zickler        | Osterreich  | 7. März 2006 (19)  | 2023 | Borussia Dortmund [Jugend] | 0/0                      | 0/0                 | 1/0                   |     |
| Stand der Spielerstatistiken: Saisonende 2024/25 Stand des Kaders: 13. August 2025 |                      |             |                    |      |                            |                          |                     |                       |     |

#### Transfers der Saison 2025/26
| Zugänge           | Zugänge            | Zugänge               |
| Zeitpunkt         | Spieler            | Abgebender Verein     |
| ----------------- | ------------------ | --------------------- |
| Sommer 2025       | Kofi Amoako        | VfL Wolfsburg         |
| Sommer 2025       | Konrad Faber       | FC St. Gallen (Leihe) |
| Sommer 2025       | Nils Fröling       | Hansa Rostock         |
| Sommer 2025       | Lennart Grill      | 1. FC Union Berlin    |
| Sommer 2025       | Luca Herrmann      | SC Paderborn 07       |
| Sommer 2025       | Alexander Rossipal | Hansa Rostock         |
| nach Saisonbeginn | Vincent Vermeij    | Fortuna Düsseldorf    |

| Abgänge           | Abgänge         | Abgänge                       |
| Zeitpunkt         | Spieler         | Aufnehmender Verein           |
| ----------------- | --------------- | ----------------------------- |
| Sommer 2025       | Mika Baur       | SC Paderborn 07 (Leihende)    |
| Sommer 2025       | Tom Berger      | Vertragsende; Ziel unbekannt  |
| Sommer 2025       | Phillip Böhm    | SC Austria Lustenau           |
| Sommer 2025       | Dennis Duah     | Energie Cottbus (Leihe)       |
| Sommer 2025       | Marlon Faß      | Stuttgarter Kickers (Leihe) * |
| Sommer 2025       | Philip Heise    | VVV-Venlo                     |
| Sommer 2025       | Andi Hoti       | 1. FC Magdeburg (Leihende)    |
| Sommer 2025       | Paul Lehmann    | SC Verl (Leihe)               |
| Sommer 2025       | Jonas Sterner   | Holstein Kiel (Leihende)      |
| nach Saisonbeginn | Dmytro Bohdanow | 1. FC Union Berlin            |
| nach Saisonbeginn | Robin Meißner   | VfL Osnabrück (Leihe)         |

#### Trainer- und Betreuerstab
| Name               | Nat.               | Funktion                        |
| ------------------ | ------------------ | ------------------------------- |
| Thomas Stamm       | Schweiz            | Cheftrainer                     |
| Manuel Klökler     | Deutschland        | Co-Trainer                      |
| Heiko Scholz       | Deutschland        | Co-Trainer                      |
| Valentin Vochatzer | Deutschland        | Co-Trainer Analyse              |
| Matthias Grahé     | Deutschland        | Athletik- und Konditionstrainer |
| David Yelldell     | Vereinigte Staaten | Torwarttrainer                  |
| Michael Bata       | Deutschland        | Mannschaftsarzt                 |
| Attila Höhne       | Deutschland        | Mannschaftsarzt                 |
| Tony Fischer       | Deutschland        | Physiotherapeut                 |
| Henrik Lange       | Deutschland        | Physiotherapeut                 |
| Laura Seifert      | Deutschland        | Physiotherapeutin               |
| Justin Löwe        | Deutschland        | Teammanager                     |
| Tom Teichert-Tölg  | Deutschland        | Zeugwart                        |

### Auswahl ehemaliger Spieler
In Klammern: Zeitraum der Ligaspieleinsätze für die erste Herrenmannschaft von Dynamo Dresden
Dynamo-Traumelf 

Im Juni 2010 rief der Verein gemeinsam mit den Dresdner Neuesten Nachrichten dazu auf, die Traumelf aus sechs Jahrzehnten Vereinsgeschichte zu wählen. Bis Januar 2011 wählten über 20.000 DNN-Leser und Fans ihre Dynamo-Traumelf, die in der Halbzeitpause des Drittliga-Heimspiels gegen den SV Wehen Wiesbaden am 5. März 2011 gekürt wurde.
- Bernd Jakubowski † (1977–1986)
- Klaus Sammer (1965–1975)
- Siegmar Wätzlich † (1966–1976)
- Hans-Jürgen Dörner † (1968–1986)
- Reinhard Häfner † (1971–1988)
- Hans-Uwe Pilz (1982–1990, 1990–1995)
- Matthias Sammer (1985–1990)
- Hans-Jürgen Kreische (1964–1977)
- Torsten Gütschow (1980–1992, 1996–1999)
- Ralf Minge (1980–1991)
- Ulf Kirsten (1983–1990)

- Claus Boden (1971–1981)
- Andreas Trautmann (1977–1990, 1990–1991)
- Volker Oppitz (2000–2010)
- Matthias Döschner (1978–1990)
- Jörg Stübner † (1983–1993)
- Gerd Weber (1973–1980)
- Maik Wagefeld (2000–2004, 2006, 2007–2010)
- Hartmut Schade (1973–1984)
- Peter Kotte (1973–1980)
- Gert Heidler (1968–1982)
- Dieter Riedel (1967–1980)

- Walter Fritzsch †

Co-Trainer
- Eduard Geyer
- Christoph Franke

Nationalspieler der Deutschen Demokratischen Republik
kursiv gesetzt: Nachwuchs- bzw. Olympia-Auswahlspieler
- Harry Arlt † (1958–1959)
- Claus Boden (1971–1981)
- Steffen Büttner (1984–1992)
- Nico Däbritz (1990–1991, 2002–2004)
- Hans-Jürgen Dörner † (1968–1986)
- Matthias Döschner (1978–1990)
- Henri Fuchs (1994–1995)
- Frank Ganzera (1966–1976)
- Eduard Geyer (1969–1975)
- Torsten Gütschow (1980–1992, 1996–1999)
- Lothar Haack (1962–1963)
- Reinhard Häfner † (1971–1988)
- Ralf Hauptmann (1987–1993)
- Gert Heidler (1968–1982)
- Steffen Heidrich (2001–2005)
- Christian Helm (1972–1983)
- Bernd Jakubowski † (1977–1986)
- Mario Kern (1988–1995)
- Ulf Kirsten (1983–1990)
- Sven Kmetsch (1989–1995)
- Sven Köhler (2001–2003)
- Peter Kotte (1973–1980)
- Hans-Jürgen Kreische (1964–1977)
- Frank Lieberam (1986–1991)
- Frank Lippmann (1980–1986)
- Olaf Marschall (1993–1994)
- Herbert Maschke † (1954–1963)
- Johannes Matzen (1950–1954)
- Matthias Maucksch (1987–1995)
- Fred Mecke (1980–1982)
- Rocco Milde (1987–1990, 1996–1998, 2002–2003)
- Ralf Minge (1980–1991)
- Klaus Müller (1972–1981)
- Matthias Müller (1974–1980)
- René Müller (1991–1995)
- Karsten Neitzel (1981–1989)
- Wolfgang Pfeifer (1963–1970)
- Hans-Uwe Pilz (1982–1990, 1990–1995)
- Thomas Rath (1992–1995)
- Horst Rau (1969–1974)
- Frank Richter (1969–1981)
- Dieter Riedel (1967–1980)
- Thomas Ritter (1987–1989)
- Uwe Rösler (1991–1992, 1993–1994)
- Rainer Sachse (1970–1980)
- Klaus Sammer (1965–1975)
- Matthias Sammer (1985–1990)
- Hartmut Schade (1973–1984)
- Andreas Schmidt (1978–1985)
- Udo Schmuck (1972–1985)
- Herbert Schoen † (1950–1954)
- Heiko Scholz (1990–1992)
- Detlef Schößler (1989–1995)
- Günter Schröter † (1950–1954)
- Lutz Schülbe (1981–1984)
- Frank Schulze (1989–1990)
- Jörg Stübner † (1983–1993)
- Ronny Teuber (1986–1993)
- Günter Thorhauer † (1952–1953)
- Andreas Trautmann (1977–1990, 1990–1991)
- Andreas Wagenhaus (1989–1993)
- Jens Wahl (1997–2000)
- Horst Walter † (1966–1969)
- Siegmar Wätzlich † (1966–1976)
- Gerd Weber (1973–1980)

Nationalspieler der Bundesrepublik Deutschland

kursiv gesetzt: Nachwuchs- bzw. Olympia-Auswahlspieler
- Antonis Aidonis (2021–2022)
- Marcos Álvarez (2017)
- Robert Andrich (2015–2016)
- Florian Ballas (2016–2020)
- Oliver Batista-Meier (2022–2024)
- Mika Baur (2025–)
- Robin Becker (2020–2024)
- Tom Berger (2023–)
- Erich Berko (2016–2019)
- René Beuchel (1992–1995, 2002–2007)
- Lukas Boeder (2024–)
- Dennis Borkowski (2022–2024)
- Thomas Bröker (2007–2009)
- Dennis Bührer (2010–2011)
- Dženis Burnić (2019–2020)
- Marco Christ (2004–2005)
- Lucas Cueto (2023–2024)
- Nico Däbritz (1990–1991, 2002–2004)
- Christoph Daferner (2020–2022, 2024–)
- Agyemang Diawusie † (2020–2022)
- Luca Dürholtz (2014–2016)
- Patrick Ebert (2018–2020)
- Kevin Ehlers (2019–2024)
- Dennis Eilhoff (2011–2012)
- Alexander Esswein (2010–2011)
- Christian Fröhlich (1995–1996, 2003–2006)
- Florian Fromlowitz (2012–2014)
- Henri Fuchs (1994–1995)
- Akaki Gogia (2016–2017, 2022–2023)
- Marcel Heller (2011–2012)
- Luca Herrmann (2021–2024)
- Marcel Hilßner (2016–2017)
- Uwe Jähnig (1987–1995)
- Tobias Jänicke (2012–2013)
- Jens Jeremies (1992–1995)
- Lars Jungnickel (1999–2001, 2007–2012)
- Florian Jungwirth (2010–2013)
- Julius Kade (2020–2023)
- Maik Kegel (2007–2012)
- Tobias Kempe (2013–2014)
- Mario Kern (1988–1995)
- Ulf Kirsten (1983–1990)
- Sven Kmetsch (1989–1995)
- Marvin Knoll (2011–2012)
- Ransford Königsdörffer (2019–2022)
- Manuel Konrad (2016–2018)
- Dominik Kother (2025–)
- Markus Kranz (1993–1995)
- Niklas Kreuzer (2014–2020, 2021)
- Paul Lehmann (2022–)
- Benjamin Lense (1999–2001)
- Michael Lerchl (2004–2007)
- Alexander Ludwig (2005–2007)
- Olaf Marschall (1993–1994)
- Robin Meißner (2023–)
- Daniel Mesenhöler (2024–)
- Christian Mikolajczak (2010)
- Peniel Mlapa (2017–2018)
- Heinz Mörschel (2021–2022)
- Fabian Müller (2014–2018)
- Gerrit Müller (2008–2012)
- Jannik Müller (2014–2020)
- Sven Müller (2022–2023)
- Jonas Oehmichen (2022–)
- Nico-Stéphàno Pellatz (2013–2014)
- Thomas Rath (1992–1995)
- Thomas Ritter (1987–1989)
- Alban Sabah (2013–2015)
- Matthias Sammer (1985–1990)
- Manuel Schäffler (2022–2024)
- Dani Schahin (2011)
- Nils Schmäler (1992–1994)
- Patrick Schmidt (2020)
- Heiko Scholz (1990–1992)
- Tim Schreiber (2024–)
- Markus Schubert (2015–2019)
- Marvin Schwäbe (2016–2018)
- Paul Seguin (2017–2018)
- Marvin Stefaniak (2014–2017, 2020–2021)
- Jonas Sterner (2024–)
- Martin Stoll (2011–2012)
- Jonas Strifler (2009–2011)
- Nils Teixeira (2014–2017)
- Marco Terrazzino (2020)
- Pascal Testroet (2015–2018)
- Bjarne Thoelke (2012–2013)
- Marco Vorbeck (2005–2007)
- David Vržogić (2014–2015)
- Herbert Waas (1995)
- Patrick Weihrauch (2020–2023)
- Paul Will (2020–2024)
- Alexander Zickler (1992–1993)

Nationalspieler anderer Nationen
| Albanien                | Bekim Kastrati (2009–2010)            |
| Algerien                | Mohamed Amine Aoudia (2013–2014)      |
| Australien              | Brandon Borrello (2021–2022)          |
|                         | Joshua Kennedy (2004–2006)            |
|                         | Mark Schwarzer (1994–1995)            |
| Benin                   | Mickaël Poté (2011–2014)              |
| Bosnien und Herzegowina | Haris Duljevic (2017–2019)            |
|                         | Dario Đumić (2018–2019)               |
|                         | Ninoslav Milenković (1999–2001)       |
|                         | Adnan Mravac (2013–2014)              |
|                         | Muhamed Subašić (2011–2013)           |
| Dänemark                | Simon Makienok (2020)                 |
|                         | Henrik Risom (1994–1995)              |
| Finnland                | Eero Markkanen (2017–2018)            |
|                         | Tim Väyrynen (2015–2017)              |
| Georgien                | Guram Giorbelidse (2021–2022)         |
| Griechenland            | Giannis Papadopoulos (2011–2013)      |
| BR Jugoslawien          | Miroslav Stević (1992–1994)           |
| Kosovo                  | Andi Hoti (2025–)                     |
| Liechtenstein           | Martin Stocklasa (2006–2008)          |
| Litauen                 | Markus Palionis (2008–2010)           |
| Marokko                 | Abdelaziz Ahanfouf (2002–2003)        |
| Norwegen                | Jørn Andersen (1995)                  |
| Österreich              | Philipp Hosiner (2021–2022)           |
|                         | Alen Orman (2006–2007)                |
| Polen                   | Mariusz Kukiełka (2004–2006)          |
|                         | Andrzej Lesiak (1994–1995)            |
|                         | Piotr Nowak (1993–1994)               |
| Russland                | Stanislaw Tschertschessow (1993–1995) |
| Schweden                | Johnny Ekström (1994–1995)            |
|                         | Alexander Jeremejeff (2019–2020)      |
|                         | Linus Wahlqvist (2018–2020)           |
| Senegal                 | Cheikh Guèye (2011–2014)              |
| Slowakei                | Marek Penksa (1993–1994, 2007–2008)   |
| Slowenien               | Zlatko Dedič (2011–2012, 2013–2014)   |
|                         | Klemen Lavrič (2004–2005)             |
|                         | Miran Pavlin (1996–1997)              |
| Sri Lanka               | Claudio Kammerknecht (2022–)          |
| Südkorea                | Kyu-hyun Park (2022–2024)             |
| Syrien                  | Aias Aosman (2015–2019)               |
| Togo                    | Peniel Mlapa (2017–2018)              |
| Tschechien              | Josef Hušbauer (2020)                 |
|                         | Ivo Ulich (2005–2008)                 |
|                         | Tomáš Votava (2006–2008)              |

### Trainerhistorie
- Fritz Sack (07/1950 bis 09/1951)

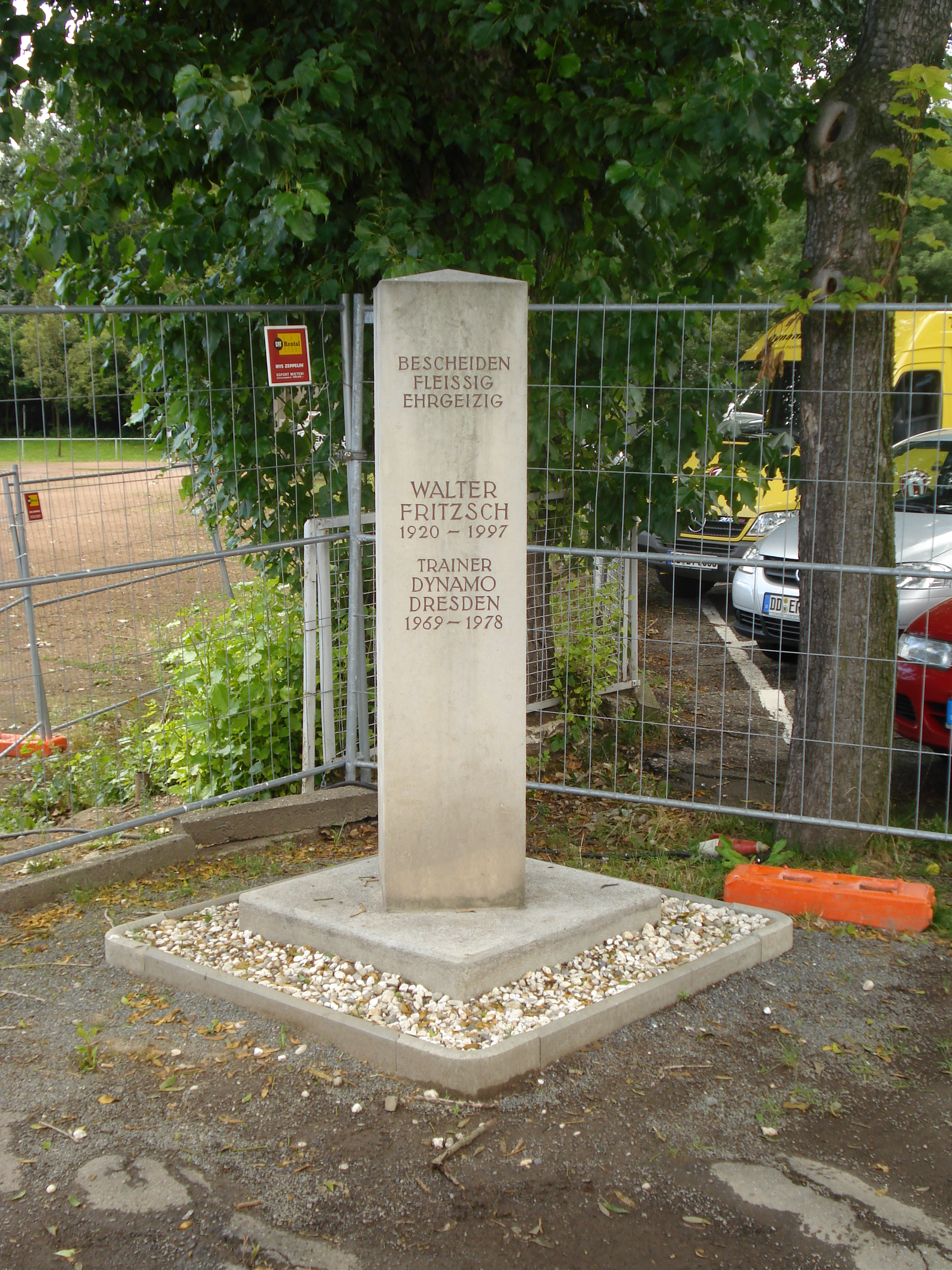
Gedenkstein für den erfolgreichsten Dynamo-Trainer Walter Fritzsch (fünf DDR-Meistertitel, zwei FDGB-Pokalsiege)

- Rolf Kukowitsch (09/1951 bis 04/1952)
- Paul Döring (04/1952 bis 07/1953)
- János Gyarmati (07/1953 bis 04/1954)
- Helmut Petzold (04/1954 bis 11/1955)
- Heinz Werner (01/1956 bis 06/1956)
- Rolf Kukowitsch (07/1956 bis 12/1956)
- Helmut Petzold (01/1957 bis 05/1966)
- Manfred Fuchs (06/1966 bis 03/1968)
- Kurt Kresse (03/1968 bis 06/1969)
- Walter Fritzsch (06/1969 bis 06/1978)
- Gerhard Prautzsch (06/1978 bis 06/1983)
- Klaus Sammer (07/1983 bis 06/1986)
- Eduard Geyer (07/1986 bis 04/1990)
- Reinhard Häfner (04/1990 bis 06/1991)
- Helmut Schulte (06/1991 bis 05/1992)
- Klaus Sammer (06/1992 bis 04/1993)
- Ralf Minge (04/1993 bis 06/1993)
- Sigfried Held (06/1993 bis 11/1994)
- Horst Hrubesch (11/1994 bis 02/1995)
- Ralf Minge (02/1995 bis 06/1995)
- Hans-Jürgen Kreische (06/1995 bis 04/1996)
- Udo Schmuck (04/1996 bis 09/1996)
- Hartmut Schade (09/1996 bis 03/1998)
- Werner Voigt (04/1998 bis 12/1998)
- Damian Halata (12/1998 bis 02/1999)
- Rolf Schafstall (02/1999 bis 03/1999)
- Colin Bell (04/1999 bis 03/2000)
- Cor Pot (03/2000 bis 03/2001)
- Meinhard Hemp (03/2001 bis 06/2001)
- Christoph Franke (07/2001 bis 12/2005)
- Sven Köhler (12/2005)
- Peter Pacult (12/2005 bis 09/2006)
- Tom Stohn (09/2006)
- Norbert Meier (09/2006 bis 09/2007)
- Eduard Geyer (09/2007 bis 06/2008)
- Ruud Kaiser (06/2008 bis 10/2009)
- Matthias Maucksch (10/2009 bis 04/2011)
- Ralf Loose (04/2011 bis 12/2012)
- Steffen Menze (12/2012)
- Peter Pacult (12/2012 bis 08/2013)
- Steffen Menze (08/2013 bis 09/2013)
- Olaf Janßen (09/2013 bis 05/2014)
- Stefan Böger (06/2014 bis 02/2015)
- Peter Németh (02/2015 bis 06/2015)
- Uwe Neuhaus (07/2015 bis 08/2018)
- Cristian Fiél (08/2018 bis 09/2018)
- Maik Walpurgis (09/2018 bis 02/2019)
- Cristian Fiél (02/2019 bis 12/2019)
- Heiko Scholz (12/2019)
- Markus Kauczinski (12/2019 bis 04/2021)
- Alexander Schmidt (04/2021 bis 02/2022)
- Guerino Capretti (03/2022 bis 06/2022)
- Markus Anfang (06/2022 bis 04/2024)
- Heiko Scholz (04/2024 bis 06/2024)
- Thomas Stamm (seit 07/2024)

fett: mindestens zwei Jahre lang Trainer von Dynamo Dresden

kursiv: Interimstrainer

### Zweite Mannschaft / Future Team U23
Die zweite Vertretung von Dynamo Dresden stieg in der Spielzeit 1961/62 erstmals in die damals viertklassige Bezirksliga Dresden auf, die die Mannschaft, bedingt durch den Abstieg der ersten Mannschaft, bereits 1964 wieder verlassen musste. Die Rückkehr zur Bezirksliga gelang erst wieder 1967, in den beiden folgenden Spielzeiten fuhr Dynamo hinter Chemie Riesa sowie der TSG Gröditz jeweils die Vizemeisterschaft ein.
Im Jahr 1970 stieg die zweite Vertretung dann in die DDR-Liga auf, musste sie durch den vom DFV für zweite Mannschaften verordneten Zwangsabstieg jedoch 1976 wieder verlassen. Als dies wieder zulässig war, stieg Dynamo Dresden II 1984 wieder auf und verblieb bis 1989 in der DDR-Liga. Bestes Ergebnis war der 1973 erzielte erste Platz, woraufhin die BSG Stahl Riesa für die nichtaufstiegsberechtigte Mannschaft in die DDR-Oberliga aufstieg. In der Folgesaison erreichte Dynamo II im FDGB-Pokal 1973/74 das Viertelfinale. Analog zum BFC Dynamo zog Dynamo Dresden dann 1989 seine zweite Mannschaft freiwillig aus der Liga zurück. Dabei agierte die zweite Mannschaft von Dynamo Dresden unter dem Namen TSG Meißen in der NOFV-Liga weiter. Die bisherige erste Mannschaft der TSG, die 1988 aus der Bezirksklasse in die -liga aufgestiegen war, trat dadurch vorübergehend als TSG Meißen II in Erscheinung.
Nach der Wende spielten die Dresdner Amateure ab 1991/92 durchweg in der Landesliga Sachsen. Die bislang erfolgreichste Saison war 2008/09, in der Dynamos zweite Mannschaft sowohl Meister der Landesliga Sachsen als auch Sieger des Sachsenpokals wurde. Die zweite Mannschaft wurde zum Ende der Saison 2014/15 aufgelöst.
Zwischen 2015 und 2017 wurde der Nachwuchs durch ein „Future-Team“ gefördert. Neben der Sportgemeinschaft nahmen der Hallesche FC, der Chemnitzer FC sowie die tschechischen Klubs Sparta Prag, Slovan Liberec und FK Teplice an der „Future League“ teil. Die Spiele wurden als Freundschaftsspiele ausgetragen. Auch nach 2021 wurden wieder Testspiele eines „Future Team“ aus Spielern der U17, U19 und bis zu drei Profispielern ausgetragen.
Zur Saison 2025/26 meldete Dynamo Dresden wieder eine eigene Zweite Mannschaft für den Spielbetrieb an. Die U21-Mannschaft wird in der sechsklassigen Sachsenliga starten.
Statistik
- Teilnahme DDR-Liga: 1970/71 bis 1975/76 (Zwangsabstieg), 1984/85 bis 1988/89 (freiwilliger Rückzug)
- Ewige Tabelle der DDR-Liga: Rang 40
- Sachsenpokalsieger: 2009
- Meisterschaft in der Sachsenliga und Aufstieg in die Oberliga Nordost: 2008/09
- Teilnahme Oberliga Nordost: 2009/10 bis 2014/15 (freiwilliger Rückzug)

## Frauenfußball
Die Frauenmannschaft der SG Dynamo Dresden besteht seit Juli 2024 und startete in der Saison 2024/25 in der Mobilplus im O. D. C. Stadtliga, die als Kreisoberliga die sechsthöchste Spielklasse darstellt. Der Entschluss zur Gründung einer Frauenmannschaft fiel im November 2023 auf der Mitgliederversammlung des Vereins. Die Förderung des Frauenfußballs durch ein eigenes Team oder eine Kooperation mit einem anderen Verein ist zudem ein B-Kriterium in den Lizenzvorgaben der DFL, die bei einem Aufstieg in die 2. Bundesliga erfüllt sein müssen. Zum Aufbau des Teams wurde im April 2024 ein Sichtungstraining abgehalten. Der Trainings- und Spielbetrieb findet auf den Sportplätzen des Sportpark Ostra statt. Gleich in der Premierensaison wurden die Frauen mit 14 Siegen aus 14 Spielen und einem Torverhältnis von 139:11 Meister der Stadtliga und gewannen den Kreispokal Dresden. Beste Torschützin der Liga war Patricia Appel mit 32 Treffern.
In der Saison 2025/26 wird die Frauenmannschaft in der Landesklasse Ost an den Start gehen. Damit verbunden ist auch die Bildung eines B-Juniorinnenteams, welches ihrerseits in der Landesklasse Ost spielt. Perspektivisch sollen auch eine zweite Frauenmannschaft und weitere Nachwuchsteams entstehen.
Vor der Gründung der eigenen Frauenabteilung gab es mehrmals Kooperationen mit dem 1. FFC Fortuna Dresden, der als Regionalligist weiterhin der erfolgreichste Frauenfußballverein aus Dresden ist. Die erste Kooperation ging der Verein 2009 ein, beendete diese zwei Jahre später allerdings nach einer Entscheidung der Dynamo-Mitgliederversammlung wieder. Aufgrund dieser Kooperation spielt der 1. FFC Fortuna bis heute in schwarz-gelber Spielkleidung. Eine erneute Zusammenarbeit wurde Ende 2022 eingeleitet. Bestandteil der neuen Kooperation waren die Unterstützung bei Auswärtsfahrten durch Kleinbusse, das Bereitstellen von Trainingsstätten im Sportpark Ostra sowie gemeinsame Trainerfortbildungen im Jugendbereich.

## Ausrüster und Sponsoren
| Saison  | Ausrüster | Sponsor           | Branche             |
| ------- | --------- | ----------------- | ------------------- |
| 1990/91 | Erima     | Klingel           | Versandhandel       |
| 1991/92 | Adidas    | Löwen Sport       | Spielautomaten      |
| 1992/93 | Adidas    | Neue Zeit         | Printmedien         |
| 1993/94 | Erima     | Portas            | Renovierung         |
| 1994/95 | Erima     | TV Neu            | Printmedien         |
| 1995/96 | Erima     | Holzmann          | Bauwirtschaft       |
| 1996/97 | Patrick   | Holzmann          | Bauwirtschaft       |
| 1997/98 | Patrick   | Dr. Doerr         | Lebensmittel        |
| 1998/99 | Reebok    | Feldschlößchen    | Brauerei            |
| 1999/00 | Reebok    | Feldschlößchen    | Brauerei            |
| 2000/01 | Reebok    | Feldschlößchen    | Brauerei            |
| 2001/02 | Reebok    | Feldschlößchen    | Brauerei            |
| 2002/03 | Goool.de  | Feldschlößchen    | Brauerei            |
| 2003/04 | Goool.de  | BRUSTSPONSOR 7    | BRUSTSPONSOR 7      |
| 2004/05 | Goool.de  | Cleanaway         | Entsorgung          |
| 2005/06 | Nike      | Cleanaway         | Entsorgung          |
| 2006/07 | Nike      | Mister+Lady Jeans | Bekleidung          |
| 2007/08 | Nike      | Mister+Lady Jeans | Bekleidung          |
| 2008/09 | Jako      | Veolia            | Entsorgung          |
| 2009/10 | Jako      | Veolia            | Entsorgung          |
| 2010/11 | Jako      | Veolia            | Entsorgung          |
| 2011/12 | Nike      | Veolia            | Entsorgung          |
| 2012/13 | Nike      | Veolia            | Entsorgung          |
| 2013/14 | Nike      | Veolia            | Entsorgung          |
| 2014/15 | Nike      | Feldschlößchen    | Brauerei            |
| 2015/16 | Erima     | Feldschlößchen    | Brauerei            |
| 2016/17 | Erima     | Feldschlößchen    | Brauerei            |
| 2017/18 | Erima     | Feldschlößchen    | Brauerei            |
| 2018/19 | Craft     | ALL-INKL.COM      | IT-Dienstleistungen |
| 2019/20 | Craft     | ALL-INKL.COM      | IT-Dienstleistungen |
| 2020/21 | Craft     | ALL-INKL.COM      | IT-Dienstleistungen |
| 2021/22 | Umbro     | ALL-INKL.COM      | IT-Dienstleistungen |
| 2022/23 | Umbro     | ALL-INKL.COM      | IT-Dienstleistungen |
| 2023/24 | Umbro     | ALL-INKL.COM      | IT-Dienstleistungen |
| 2024/25 | Jako      | ALL-INKL.COM      | IT-Dienstleistungen |

## Zuschauer und Fankultur
Der Zuschauerschnitt von Dynamo Dresden liegt in der 2. Bundesliga mit 28.000 Zuschauern pro Heimspiel über dem der meisten anderen Teams. In zahlreichen Spielen, besonders bei Begegnungen gegen andere ostdeutsche Mannschaften wie den FC Erzgebirge Aue, ist das 30.000 Zuschauer fassende Dresdner Stadion ausverkauft. Darüber hinaus existiert eine große aktive Fanszene, von der viele Mitglieder der Ultra-Bewegung angehören. Bei Heimspielen zeichnet sie sich unter anderem durch die Organisation von Choreografien auf der Stehtribüne, dem K-Block, aus. Außerdem entstand durch Ultra-Initiative eine Blockfahne, die mit ihren Abmessungen von 70 m × 35 m zeitweise die größte ihrer Art in Deutschland bzw. drittgrößte Europas war. Am 31. Oktober 2015 im Drittligaspiel gegen Magdeburg wurde diese Blockfahne nochmals übertroffen. Diesmal hatte sie die Maße 350 m × 35 m und bedeckte außer dem Gästeblock sämtliche Zuschauerplätze des Stadions. Mit rund 13.000 m² ist sie damit die größte Blockfahne in Europa und die zweitgrößte weltweit. Die Ultras distanzieren sich außerdem stark von einem Maskottchen, da dies laut ihren eigenen Worten eine künstliche Stimmungsanimation ist. Das alte Maskottchen wurde unter anderem aus solchen Gründen nach nur einem Spiel wieder entlassen. Es war ein Käfer, genannt Glückskäfer.
Rivalitäten bestehen mit den Fans der sächsischen Fußballvereine aus Leipzig, Chemnitz und Aue sowie weiterer ehemaliger DDR-Oberligavereine wie dem 1. FC Magdeburg. Bei Spielen mit letztgenanntem Fußballclub wird in Anlehnung an den El Clásico aufgrund seiner Bedeutung im ostdeutschen Fußball vom Elb-Clásico gesprochen. Vor dem Oberligaspiel mit dem FC Karl-Marx-Stadt am 18. Dezember 1972 malten Dynamo-Fans die Torpfosten im damaligen Dr.-Kurt-Fischer-Stadion in Karl-Marx-Stadt heimlich in den Dynamo-Farben schwarz-gelb an. „Dieser ‚Spaß‘ geht aber entschieden zu weit!“, befand Die neue Fußballwoche. 48 Jahre später äußerte sich einer der Fans, Dietmar Novy, gegenüber der Sächsischen Zeitung, man habe solche Aktionen einfach durchgezogen.
Eine langjährige Fanfreundschaft wird mit Anhängern des FSV Zwickau unterhalten. Die freundschaftlichen Kontakte zur BSG Wismut Gera, zum polnischen Verein GKS Katowice und zum bosnischen Verein FK Sarajevo bestehen hingegen nicht mehr.
Aufgrund gewalttätiger Anhänger geriet Dynamo Dresden in der Vergangenheit mehrmals in die Schlagzeilen. Obwohl sich die Situation seit den 2000er Jahren durch die Arbeit von Fanbetreuern gebessert hat, kommt es wegen des Abbrennens von Pyrotechnik oder wegen Sachbeschädigungen unverändert zu Strafzahlungen an den DFB.
Die ostdeutsche Band Winni II veröffentlichte 1977 den Song Dynamo auf Vinyl. Im selben Jahr erschien die Vereinshymne Dynamo, Dynamo wird niemals untergehn der Dresdner Band Die vier Brummers. Anlässlich des Meistertitels 1989 komponierte Dresdner Musiker Bernd Aust die Dynamo-Hymne Wir sind der zwölfte Mann, die noch heute verwendet wird.
In der Saison 1992/93 erschien zu den Heimspielen von Dynamo Dresden als Programmheft die „Dynamo-Zeit“, herausgegeben von der Tageszeitung Neue Zeit. Ab der Saison 1993/94 hieß das Stadionheft „Dynamo-Journal“; gleichzeitig gab außerdem das Fanprojekt den Fankurier heraus. Nach dem Absturz der ersten Mannschaft in die Regionalliga erschien am 7. Spieltag der Saison 1995/96 erstmals das Dynamo-Echo, dessen Layout für die Folgesaison 1996/97 überarbeitet wurde. Der Dynamo–Kreisel, wie das Stadionheft bis in die Gegenwart heißt, erschien erstmals 1997. In dem derzeit rund 64-seitigen Magazin werden Informationen über den Verein, die Mannschaft und über den aktuellen Gegner sowie ein Interview mit Spielern oder Mitarbeiter von Dynamo Dresden veröffentlicht. Der Erlös geht vollständig an das Nachwuchsleistungszentrum des Vereins. Das Programm wurde von stadionheft.de, in Zusammenarbeit mit der „Deutschen Programmsammler Vereinigung“ (DPV), in den Spielzeiten 2009/10 sowie 2010/11 als bestes Stadionmagazin der 3. Liga ausgezeichnet.
Zudem gibt es ein weiteres, kleineres Heft, das sogenannte „Zentralorgan“. Herausgeber sind die „Ultras Dynamo“. Es erscheint zu jedem Heimspieltag im Bereich der Stehplatztribüne, dem K-Block. In ihm wird neben der Auswertung der vorangegangenen Choreografien über die nächsten Aktionen der Ultras sowie über Aktuelles bei Dynamo Dresden und den Vereinen befreundeter Ultra-Gruppierungen berichtet.
Am 12. April 2013 wurde der 60. Geburtstag des Vereins von hunderten Fans mit einer Pyroshow am Elbufer gefeiert.
Im Mai 2017 sorgten mehrheitlich in Tarnfarben gekleidete Dresdner Fans beim Auswärtsspiel in Karlsruhe als selbsternannte Football Army Dynamo Dresden für Aufsehen. Ihre dabei skandierte Parole Krieg dem DFB wurde in den nachfolgenden Tagen von zahlreichen deutschen Fanszenen übernommen und richtete sich gegen die intransparente Sportgerichtsbarkeit des Verbandes sowie dessen Praxis, bei der Sanktionierung von Fanvergehen Kollektivstrafen auszusprechen. Ein im Juli 2017 von den Ultras Dynamo organisiertes Treffen zwischen der DFB-Spitze und Vertretern von zirka 50 deutschen Ultragruppen bildete den Auftakt eines mehrwöchigen medial beachteten Dialogs beider Parteien, an dessen Ende der DFB die vorläufige Aussetzung aller Kollektivstrafen verkündete.
Drei Mitglieder der Dynamo-Dresden-Hooligan-Vereinigung Faust des Ostens wurden 2021 zu einer Geld- bzw. Bewährungsstrafe verurteilt, wobei auch festgehalten wurde, dass es sich bei der Organisation um eine kriminelle Vereinigung handelt. Die Gruppe ist auch in der rechtsextremen Szene vernetzt, insbesondere den Freien Kameradschaften sowie zu Pegida und Legida. Dynamo Dresden spricht sich in seiner Fan-Charta zwar gegen Rassismus, Fremdenfeindlichkeit und Diskriminierung aus, vermied aber 2015 in einer Erklärung zu den Pegida-Demos eine deutliche Position pro oder contra dazu.
Nach dem sicheren Aufstieg in die 2. Bundesliga im Mai 2021 lieferten sich gewaltbereite Hooligans eine Straßenschlacht mit der Polizei auf der Straße vor dem Stadion. Neben einer unbekannten Zahl an verletzten Fans und Journalisten kamen 185 Polizeibeamte zu Schaden. Die Polizei ermittelte mehr als 600 Gewalttäter.